# Ligne de bus RATP 393
La ligne de bus RATP 393 est une ligne de bus à haut niveau de service (BHNS) de la RATP, située dans le département du Val-de-Marne.
Mise en service le 10 septembre 2011 (en remplacement de l'ancienne ligne du même indice), elle relie le carrefour de la Résistance à Thiais à la gare de Sucy - Bonneuil et dessert vingt stations sur près de douze kilomètres. Elle circule intégralement en site propre, tout comme le Trans-Val-de-Marne, dont elle partage une partie de l'itineraire et des points d'arrêt.
Elle est destinée à faciliter les déplacements de banlieue à banlieue à l'intérieur du département du Val-de-Marne, en Île-de-France. 
Elle bénéficie d'un statut particulier avec la ligne Trans-Val-de-Marne puisqu'elle fait partie du sous-réseau Bus en Site Propre du contrat avec Île-de-France Mobilités.

## Historique

### La naissance du 393 et les évolutions de la ligne
Le 29 mars 1985, la ligne 393 fut mise en service entre Villejuif - Louis Aragon métro et Créteil - Quai de Halage, au terme des travaux d'aménagement de la gare routière du nouveau terminus Villejuif Louis Aragon de la ligne 7 du métro, à l'occasion de la restructuration du réseau d'autobus autour de ce pôle. Cette ligne reprenait l'itinéraire de la ligne 392 entre l'église de Créteil et le quai de halage.
À partir du 1er juin 1990, dans le cadre de l'opération Autrement Bus, la ligne 393 reliait Villejuif - Louis Aragon métro à Pont de Choisy, avec un prolongement partiellement effectué jusqu'à la gare de Sucy - Bonneuil.
Depuis 1992, à la suite de la fermeture de la route nationale 186 entre le carrefour Pompadour et Créteil, la ligne était déviée par la départementale 60.
Le 1er octobre 1993, à l'occasion de la mise en service du Tvm, la ligne fut restructurée. Les services partiels furent prolongés du Pont de Choisy au Carrefour Pompadour, et le service, renforcé vers la gare de Sucy - Bonneuil. Certaines courses furent prolongées jusqu'aux ateliers RATP de Boissy-Saint-Léger, uniquement pour les employés de la RATP, le terminus se situant dans l'enceinte des ateliers.
À partir du 1er juillet 1998, les services partiels du dimanche furent prolongés à Créteil - Europarc.
Le tableau ci-dessous récapitule le matériel engagé sur cette ligne, de sa création à sa suppression
| Date         | Modèle                                     | Nombre |
| ------------ | ------------------------------------------ | ------ |
| Mars 1985    | Renault SC10R                              | 11     |
| Octobre 1999 | Renault Agora S GNV                        | 15     |
| Juillet 2007 | Renault Agora S "V2"                       | 14     |
| Octobre 2008 | Renault Agora S "V2" à palette UFR         | 14     |
| Janvier 2009 | Agora S "V2" UFR Agora S "V2" Agora S "VO" | 14 1 1 |
| Juillet 2010 | Renault Agora S "V2" à palette UFR         | 14     |

Le dernier parcours de l'ancienne ligne 393 s'établissait comme suit: 
|  |   |  | Station                            | Lat/Long                    | Zone | Communes           | Correspondances |
|  | - |  | ---------------------------------- | --------------------------- | ---- | ------------------ | --------------- |
|  | ■ |  | Villejuif–Louis Aragon             | 48° 47′ 15″ N, 2° 22′ 03″ E | 3    | Villejuif          | (M) · (7)       |
|  | • |  | Division Leclerc                   | 48° 47′ 05″ N, 2° 22′ 04″ E | 3    | Villejuif          |                 |
|  | • |  | Lurçat-Luisette                    | 48° 47′ 04″ N, 2° 22′ 16″ E | 3    | Villejuif          |                 |
|  | • |  | Édouard Tremblay                   | 48° 46′ 56″ N, 2° 22′ 20″ E | 3    | Vitry-sur-Seine    |                 |
|  | • |  | Grimau–Voie Verte                  | 48° 46′ 50″ N, 2° 22′ 24″ E | 3    | Vitry-sur-Seine    |                 |
|  | • |  | Paul Armangot                      | 48° 46′ 40″ N, 2° 22′ 36″ E | 3    | Vitry-sur-Seine    |                 |
|  | • |  | Camille Risch                      | 48° 46′ 30″ N, 2° 22′ 27″ E | 3    | Vitry-sur-Seine    |                 |
|  | • |  | Cité du Moulin Vert                | 48° 46′ 23″ N, 2° 22′ 35″ E | 3    | Vitry-sur-Seine    |                 |
|  | • |  | Piscine                            | 48° 46′ 09″ N, 2° 22′ 56″ E | 3    | Thiais             |                 |
|  | • |  | Louis Duperrey                     | 48° 46′ 00″ N, 2° 23′ 09″ E | 3    | Thiais             |                 |
|  | • |  | Perreux                            | 48° 45′ 58″ N, 2° 23′ 23″ E | 3    | Thiais             |                 |
|  | • |  | Mairie de Thiais                   | 48° 45′ 51″ N, 2° 23′ 37″ E | 3    | Thiais             |                 |
|  | • |  | Panhard–Hugo                       | 48° 45′ 49″ N, 2° 23′ 52″ E | 3    | Thiais             |                 |
|  | • |  | René Panhard                       | 48° 45′ 48″ N, 2° 24′ 07″ E | 3    | Thiais             | Tvm             |
|  | • |  | Rouget de Lisle                    | 48° 45′ 52″ N, 2° 24′ 20″ E | 3    | Choisy-le-Roi      | Tvm             |
|  | • |  | Choisy-le-Roi RER                  | 48° 45′ 55″ N, 2° 24′ 31″ E | 3    | Choisy-le-Roi      | Tvm             |
|  | • |  | Pasteur                            | 48° 46′ 04″ N, 2° 25′ 02″ E | 3    | Choisy-le-Roi      | Tvm             |
|  | • |  | Marcellin Berthelot                | 48° 46′ 08″ N, 2° 25′ 16″ E | 3    | Choisy-le-Roi      | Tvm             |
|  | • |  | Parc Interdépartemental des Sports | 48° 46′ 14″ N, 2° 25′ 34″ E | 3    | Choisy-le-Roi      | Tvm             |
|  | • |  | Pompadour                          | 48° 46′ 23″ N, 2° 26′ 06″ E | 3    | Créteil            | Tvm             |
|  | • |  | Carrefour Pompadour                | 48° 46′ 28″ N, 2° 26′ 23″ E | 3    | Créteil            |                 |
|  | ↓ |  | Vasco de Gama                      | 48° 46′ 00″ N, 2° 27′ 10″ E | 3    | Valenton           |                 |
|  | • |  | La Source                          | 48° 46′ 04″ N, 2° 27′ 20″ E | 3    | Créteil            |                 |
|  | • |  | Services Techniques Départementaux | 48° 45′ 53″ N, 2° 28′ 01″ E | 3    | Créteil            |                 |
|  | • |  | Europarc                           | 48° 45′ 54″ N, 2° 28′ 16″ E | 3    | Créteil            |                 |
|  | • |  | Fernand Pouillon–Sully             | 48° 46′ 01″ N, 2° 28′ 20″ E | 3    | Créteil            |                 |
|  | • |  | IUFM                               | 48° 45′ 56″ N, 2° 28′ 52″ E | 3    | Bonneuil-sur-Marne |                 |
|  | • |  | Achaland                           | 48° 46′ 02″ N, 2° 29′ 07″ E | 3    | Bonneuil-sur-Marne |                 |
|  | • |  | Cité Fabien                        | 48° 46′ 22″ N, 2° 29′ 27″ E | 4    | Bonneuil-sur-Marne |                 |
|  | • |  | Bases Aériennes                    | 48° 46′ 22″ N, 2° 30′ 01″ E | 4    | Bonneuil-sur-Marne |                 |
|  | • |  | Portes de Sucy                     | 48° 46′ 17″ N, 2° 30′ 14″ E | 4    | Sucy-en-Brie       |                 |
|  | ■ |  | Sucy - Bonneuil RER                | 48° 46′ 18″ N, 2° 30′ 29″ E | 4    | Sucy-en-Brie       | (RER) · (A)     |
|  | ■ |  | Ateliers RATP                      | 48° 45′ 54″ N, 2° 30′ 11″ E | 4    | Sucy-en-Brie       |                 |

(Les stations en gras servent de départ ou de terminus à certaines missions)

### Le projet de TCSP
En avril 1994, le projet de liaison pour transport en commun en site propre (TCSP) entre le carrefour Pompadour et la gare de Sucy - Bonneuil fut inscrit au schéma directeur de la région Île-de-France.
En 1999-2000, les phases d'études d'opportunité du projet de TCSP entre Pompadour et Sucy se déroulèrent. En mars 2000, les conseils municipaux des communes concernées par le projet TCSP délibèrent sur les modalités de la concertation préalable et information du public. En avril 2000, la concertation préalable sur le projet de TCSP eut lieu. Le 18 mai 2000, le projet TCSP fut inscrit au contrat de plan État-Région 2000-2006.
En 2001, le dossier de schéma de principe fut élaboré en prenant en compte les remarques formulées par le public. Le 4 avril 2002, le Syndicat des transports d'Île-de-France (STIF) adopta le schéma de principe. En juin de la même année, le conseil général du Val-de-Marne valida le dossier de prise en considération.
En mars 2004, les études techniques pour le projet démarrèrent après concours de maîtrise d'œuvre.
Du 21 mars au 22 avril 2005, l'enquête publique du projet TCSP se déroula, enquêtes préalables à la déclaration d'utilité publique du projet et de mise en conformité des plans d'occupation des sols et plan local d'urbanisme des communes de Créteil, Bonneuil-sur-Marne et Sucy-en-Brie. Le 2 décembre 2005, un décret fut publié déclarant d'utilité publique le TCSP Pompadour – Sucy.
Le 13 décembre 2006, l’avant-projet et la première tranche fonctionnelle de la convention de financement du projet furent approuvés par le STIF. Le 6 juin 2007, la seconde tranche fonctionnelle de la convention de financement du projet fut à son tour approuvé par le STIF.

### L'avènement du TCSP

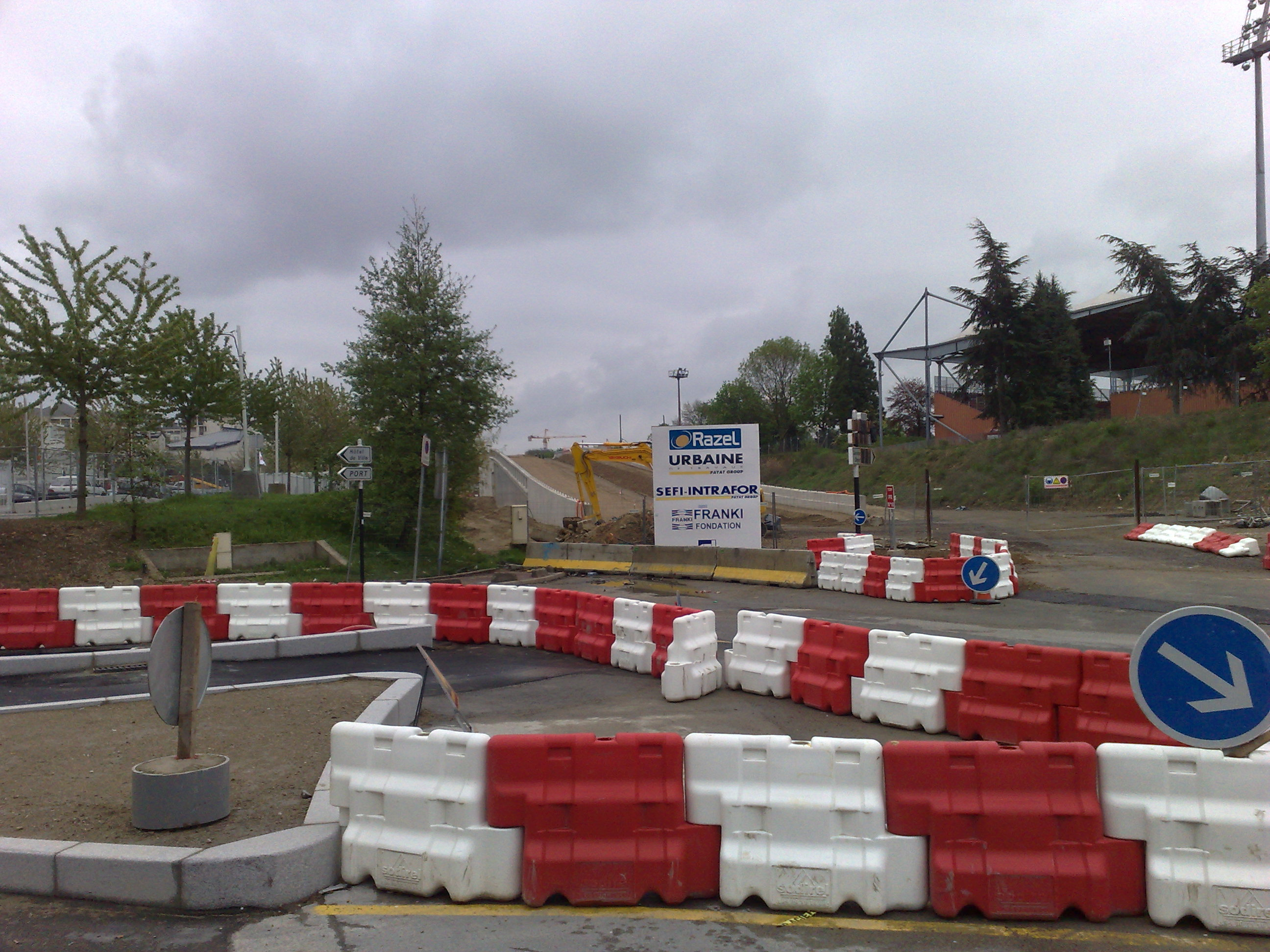
Le pont enjambant les voies du métro, à proximité de Pointe du Lac, en construction, en avril 2009.

En septembre 2007, les travaux de réalisation du TCSP Pompadour – Sucy furent lancés par le conseil général du Val-de-Marne. Ils consistèrent à réaliser 6,5 kilomètres de voies nouvelles en site propre, entre le carrefour Pompadour et la gare de Sucy - Bonneuil, avec de nombreux aménagements : piste cyclable, trottoirs, carrefours, traversées et cheminements piétons, accessibilité pour les personnes à mobilité réduite, aménagements paysagers, plantations, bassins de rétention pour la récupération des eaux pluviales… Les travaux consistèrent également à construire cinq ouvrages d’art, dont un afin d'enjamber les voies ferrées de la ligne 8 du métro, où une nouvelle station sera ouverte dès octobre 2011.
Ces travaux coûtèrent au total de 105,45 millions d'euros, répartis entre le conseil général du Val-de-Marne (26 %), l'État (29 %) et le conseil régional d'Île-de-France (45 %). L’acquisition du matériel roulant fut financée par la RATP, pour un montant de 6,3 millions d'euros.
En tant que pilote de l’ensemble du projet, le STIF fut chargé, en tant qu'autorité organisatrice des transports franciliens, de veiller au respect du calendrier et des coûts. Il confia la maîtrise d’ouvrage du projet au conseil général du Val-de-Marne, pour la coordination générale du projet, l'aménagement de la voirie, des ouvrages d’art et des pistes cyclables, ainsi qu'à la RATP, pour la réalisation des stations et du système de transport. Sous l’autorité des maîtres d’ouvrage, une vingtaine d’entreprises de BTP réalisèrent les aménagements. 
Le 10 octobre 2007, l'avant-projet modificatif ainsi que la troisième tranche fonctionnelle de la convention de financement du projet furent approuvés par le STIF. L'avant-projet modificatif était le résultat des études complémentaires lancées afin d'optimiser le terminus de Sucy-Bonneuil, le programme des stations et l’aménagement de trois carrefours.

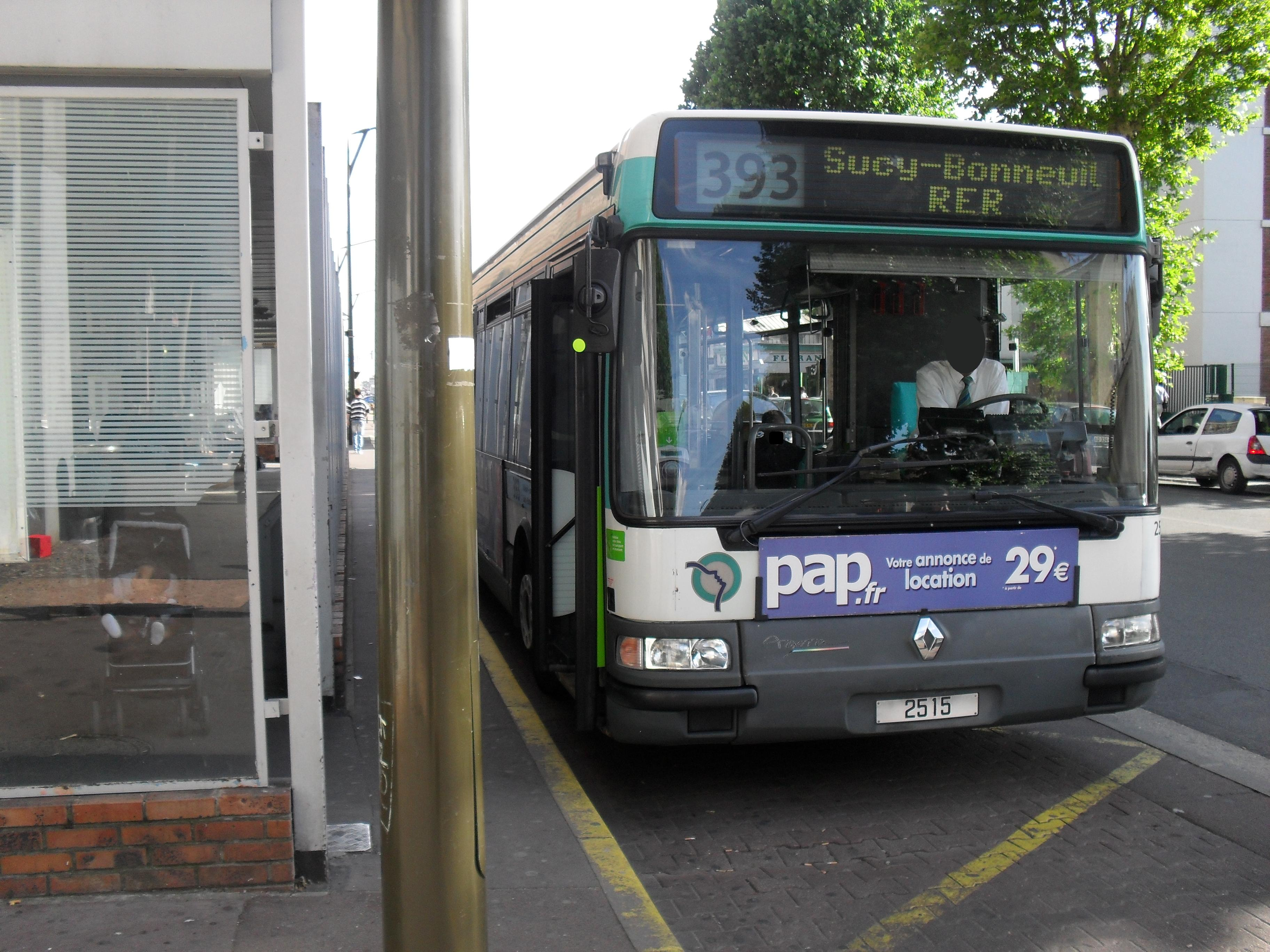
Agora S Euro 2 de l'ancienne ligne 393 au terminus Villejuif - Louis Aragon, en juillet 2010.

À partir du 5 janvier 2009, la ligne 393 bénéficia d’un service étendu et plus lisible, afin de renforcer son rôle de rocade majeure dans le Val-de-Marne, entre Sucy - Bonneuil, Choisy-le-Roi et Villejuif - Louis Aragon. Autrefois limité au parcours Villejuif - Créteil Europarc, le service dominical fut étendu à toute la ligne. Le service de soirée, jusqu'alors limité au parcours Villejuif - Pompadour, fut également étendu à toute la ligne, et prolongé jusqu’à 0 h 30 minimum. La fréquence fut également améliorée sur les autres périodes, représentant au total 23 passages supplémentaires par jour du lundi au vendredi, 26 le samedi et 13 le dimanche.
Dès lors, le service était assuré sur la ligne complète, de 5 h 45 (7 h le dimanche) à 0 h 30 (1 h 30 les vendredis, samedis et veilles de fêtes) entre Villejuif et Sucy. Entre Sucy et Villejuif, il était assuré de 6 h 35 (7 h 50 le dimanche) à 0 h 30 (1 h 30 les vendredis, samedis et veilles de fêtes). Des services partiels furent créés afin d’élargir l’amplitude horaire, dès 5 h 15 (6 h 30 le dimanche) au départ de Pompadour pour Villejuif, dès 7 h 40 le dimanche au départ de Créteil-Europarc pour Villejuif, jusqu’à 1 h 15 (2 h 15 les vendredis, samedis et veilles de fêtes) au départ de Sucy pour Pompadour, jusqu’à 1 h 20 (2 h 20 les vendredis, samedis et veilles de fêtes) au départ de Villejuif pour Pompadour.
Le 6 juillet 2011, le STIF présenta le TCSP Pompadour-Sucy sous le numéro 393, autorisa sa mise en service le 10 septembre 2011 et entérina la restructuration du réseau de bus dans le secteur, lors de son conseil d'administration.
Fin août 2011, la RATP procéda aux derniers réglages avant la mise en service du nouveau 393 : familiarisation des chauffeurs au parcours, réglages des capteurs de feux tricolores permettant de donner la priorité.

### La nouvelle ligne 393
Le 9 septembre 2011, la nouvelle ligne 393 ainsi que le site propre pour bus Pompadour - Sucy furent inaugurés au terme d'une fin d'après-midi de festivités. En effet, de 16 h à 20 h, les nouveaux bus du 393 avaient circulé en avant-première sur le site propre, entre Faculté des Sports et Sucy – Bonneuil RER, avec une fréquence d'un passage toutes les 15 minutes. Accessibles gratuitement, ils permirent aux voyageurs de découvrir le parcours et les nombreux aménagements réalisés le long de la ligne. De 17 h 30 à 18 h 30, aux abords de la station Stade de Bonneuil, la fanfare Pop-Corn 007 avait réalisé une animation musicale. Enfin, de 18 h 30 à 20 h, le coupé du ruban, permettant l'inauguration officielle de la ligne, eut lieu à proximité de la station Stade de Bonneuil. Il fut suivi d'une réception officielle suivie d’un cocktail, au gymnase de l’IUFM, à Bonneuil-sur-Marne.
Le 9 septembre 2011 à la fin du service, la ligne 393 dans sa forme initiale tira sa révérence après 26 années de bons et loyaux services. Longue de 16,477 km, elle reliait, en Île-de-France, la station de métro Villejuif - Louis Aragon à la gare de Sucy – Bonneuil, en desservant 35 arrêts répartis sur les communes de Villejuif, Vitry-sur-Seine, Thiais, Choisy-le-Roi, Créteil, Valenton, Bonneuil-sur-Marne et Sucy-en-Brie. Elle permettait, entre autres, la desserte de lieux importants comme le domaine départemental Adolphe Chérioux à Vitry-sur-Seine, la mairie de Thiais, la mairie de Choisy-le-Roi, le parc interdépartemental des sports de Choisy-le-Roi. Elle desservait, à Créteil, le carrefour Pompadour, la ZAC du Val-Pompadour, le parc municipal des sports Dominique Duvauchelle et Europarc, ainsi que l'IUFM de Créteil à Bonneuil-sur-Marne et la ZAC les Portes de Sucy à Sucy-en-Brie (voir précédemment la liste des arrêts de l'ancien 393 dans la section La naissance du 393).
L'ancienne ligne 393 fonctionnait tous les jours sur l'intégralité de son parcours, entre 5 h 45 (ou 7 h le dimanche) et 0 h 30 (ou 1 h 30 les vendredis, samedis et veilles de fêtes). Elle était exploitée à l'aide d'autobus standards de type Irisbus Agora S qui reliaient les terminus extrêmes en 45 minutes environ. Les bus étaient remisés et entretenus au sein du centre bus de Créteil. Elle transportait 2,5 millions de voyageurs par an.

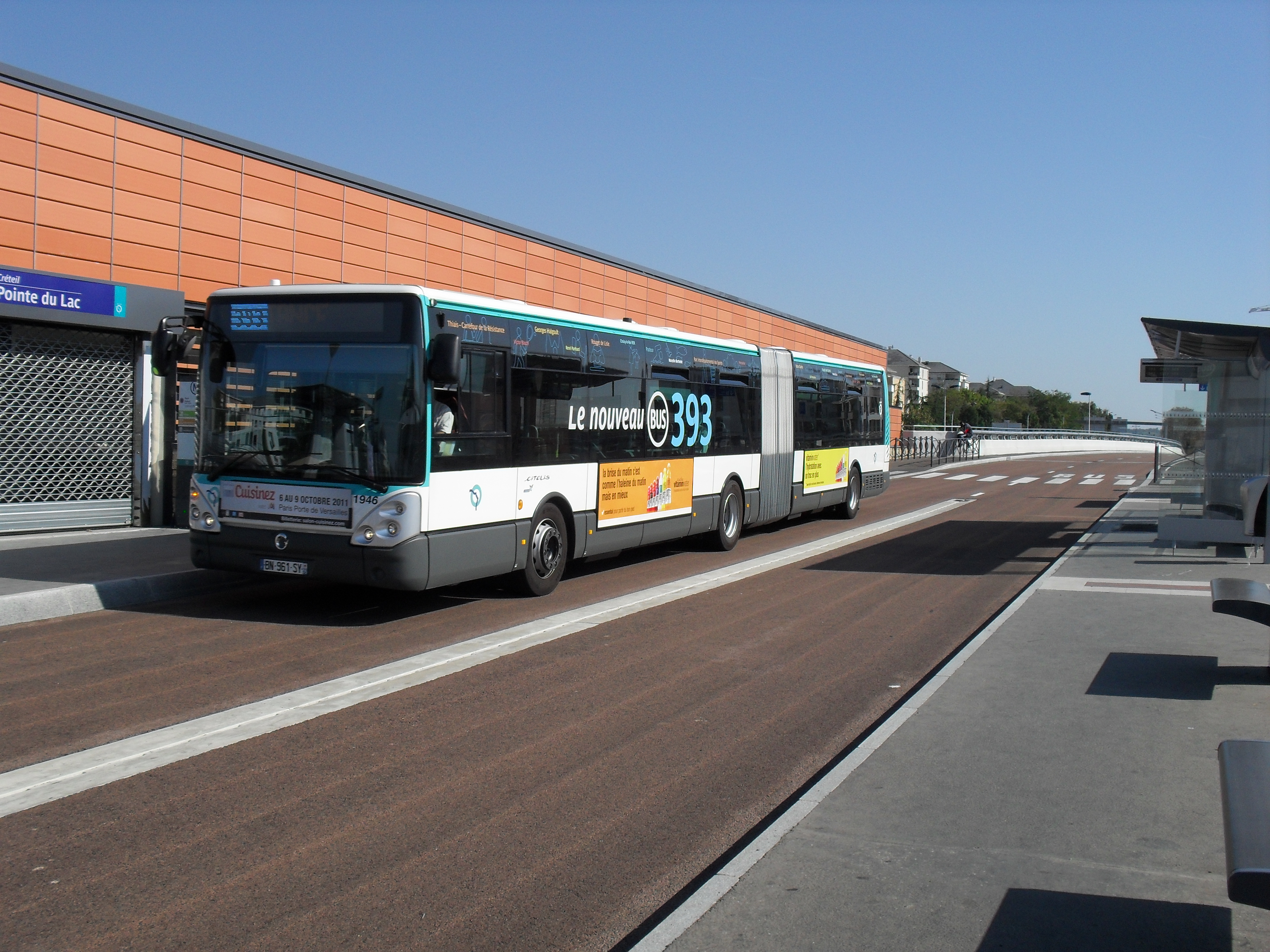
Le Citelis 18 no 1946 à la station Pointe du Lac.

Le 10 septembre 2011 au début du service, la nouvelle ligne 393 a été mise en service avec un nouveau tracé et de nouveaux véhicules afin d'utiliser le site propre réalisé dans le cadre du projet TCSP Pompadour - Sucy, entre le carrefour Pompadour et la gare RER A de Sucy – Bonneuil. Les bus standards Irisbus Agora S de l'ancienne ligne 393 ont laissé place aux bus articulés Citelis 18. En effet, elle relie dorénavant le carrefour de la Résistance à Thiais à la gare RER A de Sucy-Bonneuil. La portion de l'ancienne ligne 393, abandonnée entre Villejuif - Louis Aragon et la station René Panhard du Tvm et du nouveau 393, a été reprise par la nouvelle ligne de bus 293, puis depuis 2013 par la ligne de bus 185. Celle-ci relie la station de métro Porte d'Italie aux quartiers sud de Choisy-le-Roi (terminus Choisy Sud) et assure la correspondance avec la nouvelle ligne 393 à René Panhard.
Néanmoins, jusqu'au 19 septembre 2011, la portion comprise entre Pompadour et Basse Quinte inclus était inexploitable en service commercial, parce que le carrefour, où le nouveau 393 quitte le site propre du Tvm, était interdit d'exploitation pour des raisons de sécurité par la Direction régionale et interdépartementale de l'équipement et de l'aménagement (DRIEA-IF). De ce fait, les bus du nouveau 393 voyaient leur itinéraire changer, de la manière suivante :
- en direction de Thiais : les bus ne desservaient pas les stations Val Pompadour ni Basse Quinte, cette dernière était reportée à l'arrêt Carrefour Pompadour de l'ancien 393. Ainsi, entre Faculté des Sports et Pompadour, les nouveaux 393 prenaient l'itinéraire des anciens 393 ;
- en direction de Sucy : les bus ne desservaient pas la station Basse Quinte, celle-ci était reportée à l'arrêt Carrefour Pompadour de l'ancien 393. Ainsi, entre Pompadour et le carrefour site propre du 393 / bretelle d'accès à la RN406, les nouveaux 393 prenaient aussi l'itinéraire des anciens 393.

Depuis le 19 septembre 2011, les bus de la ligne empruntent le site propre pour bus sur la totalité du parcours, à la suite de la levée de l'interdiction d'exploiter le carrefour où le nouveau 393 quitte le tracé du Tvm, grâce à la réalisation, par le conseil général du Val-de-Marne, d'aménagements de la signalisation. Ainsi, depuis cette date, la station Basse Quinte est ouverte au public, la station Val Pompadour est également desservie par les bus en direction de Thiais, et l'arrêt Carrefour Pompadour de l'ancien 393 est définitivement abandonné.

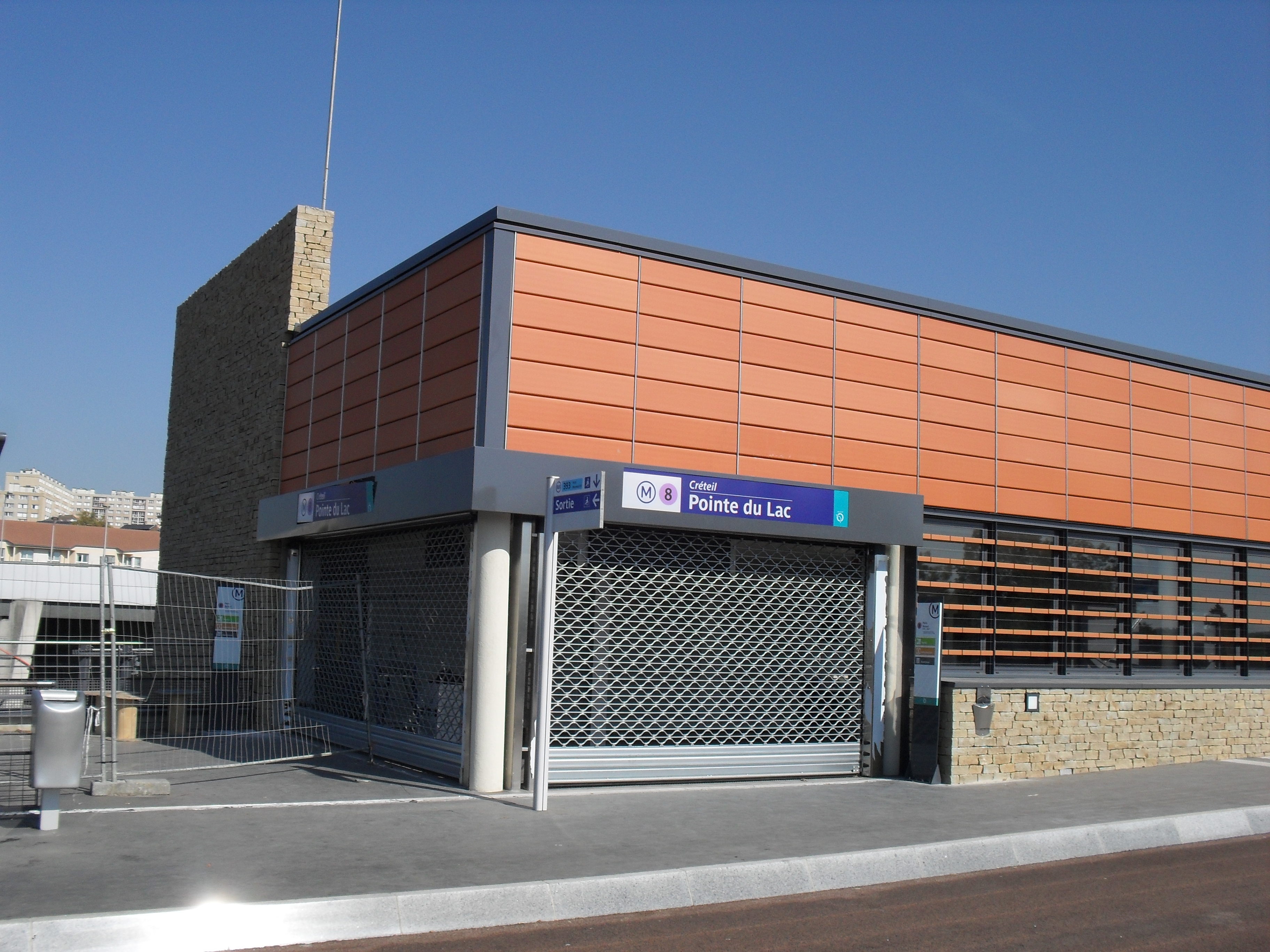
La station métro Pointe du Lac à une semaine de son ouverture au public.

Depuis le 8 octobre 2011, la ligne 393 est en correspondance avec la ligne du métro 8 prolongée à Pointe du Lac, ainsi qu'avec un réseau de bus restructuré pour l'occasion, afin d'assurer de meilleures correspondances avec la nouvelle ligne 393 et la ligne de métro prolongée :
- les lignes RATP 117 (Créteil Préfecture – Champigny RER) et 281 (Joinville RER – Créteil Europarc) ont vu leurs itinéraires intervertis au sud de Créteil, afin d'offrir au quartier Mont-Mesly un rabattement sur la ligne 393 ;
- la ligne 428 (ex K) du réseau Marne et Seine en provenance de Villeneuve-Saint-Georges, exploitée par Transdev Côteaux de la Marne et la ligne 423 (ex 23) du réseau du Pays Birard en provenance de Brie-Comte-Robert, exploitées par Keolis Portes et Val de Brie, empruntent désormais une partie du site propre, pour rejoindre leurs nouveaux terminus situés devant la préfecture de Créteil.

La restructuration des lignes 104 et 308, initialement prévue le 8 octobre 2011, a finalement eu lieu le 17 octobre 2011 :
- la ligne RATP 104, qui reliait jusqu'alors École Vétérinaire de Maisons-Alfort à Bonneuil - Place des Libertés, a été prolongée de la Place des Libertés à la gare RER A de Sucy-Bonneuil, en reprenant la desserte de la zone des Petits Carreaux abandonnée par la ligne 308 ;
- la ligne RATP 308 (Créteil Préfecture – Villiers-sur-Marne RER) a vu son parcours modifié afin d’offrir une correspondance avec la ligne 393 à la station Petits Carreaux, abandonnant la desserte de la zone industrielle au profit de la ligne 104 prolongée, et desservir la gare RER de Sucy – Bonneuil du côté du nouveau 393.

Le 7 décembre 2011, le conseil du STIF approuve la convention de financement entre la région Île-de-France, le département du Val-de-Marne et le STIF pour mener les études nécessaires à la réalisation du TCSP Senia – Orly de Thiais à l’aérogare d’Orly. Cette convention permet de financer l’ensemble des études et l’organisation de la concertation qui est prévue au second semestre 2013 afin de réaliser une enquête publique en 2014.
Depuis le 15 décembre 2013, la ligne 393 est en correspondance avec la ligne D du RER depuis l'ouverture de la gare de Créteil-Pompadour. Les lignes 429 et 430 (ex O) en provenance de Limeil-Brévannes et de Boissy-Saint-Léger RER, exploitées par Transdev Côteaux de la Marne, empruntent désormais une partie du site propre, pour rejoindre la gare depuis l'arrêt Val-Pompadour avant de rejoindre le terminus situés à Créteil-l'Échat.
Depuis le 10 avril 2021, la ligne 393 est en correspondance avec la ligne de tramway T9 à la station Rouget de l'Isle.

## Tracé et stations

### Tracé

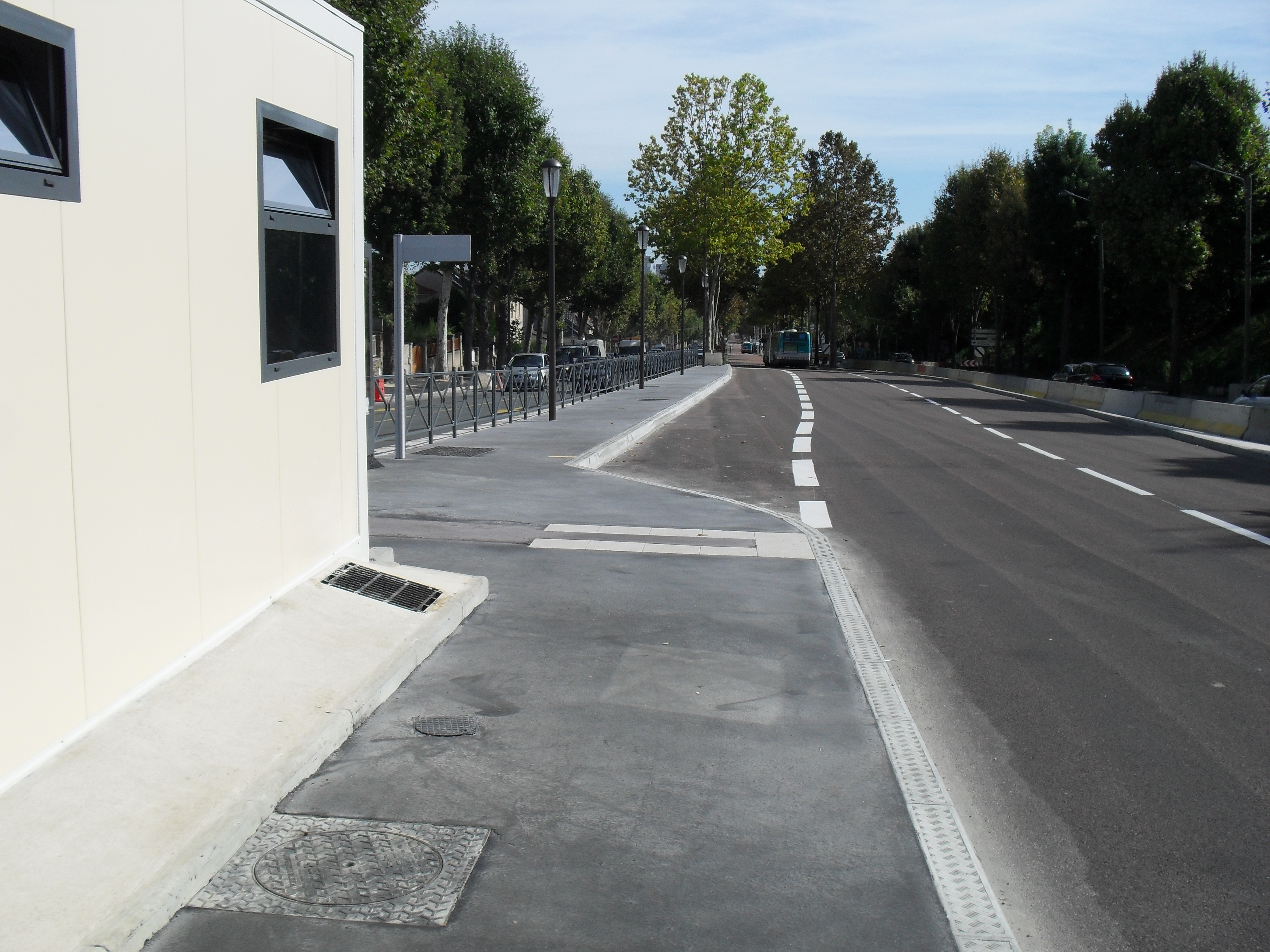
L'aire de stationnement des bus au terminus de Thiais - Carrefour de la Résistance.

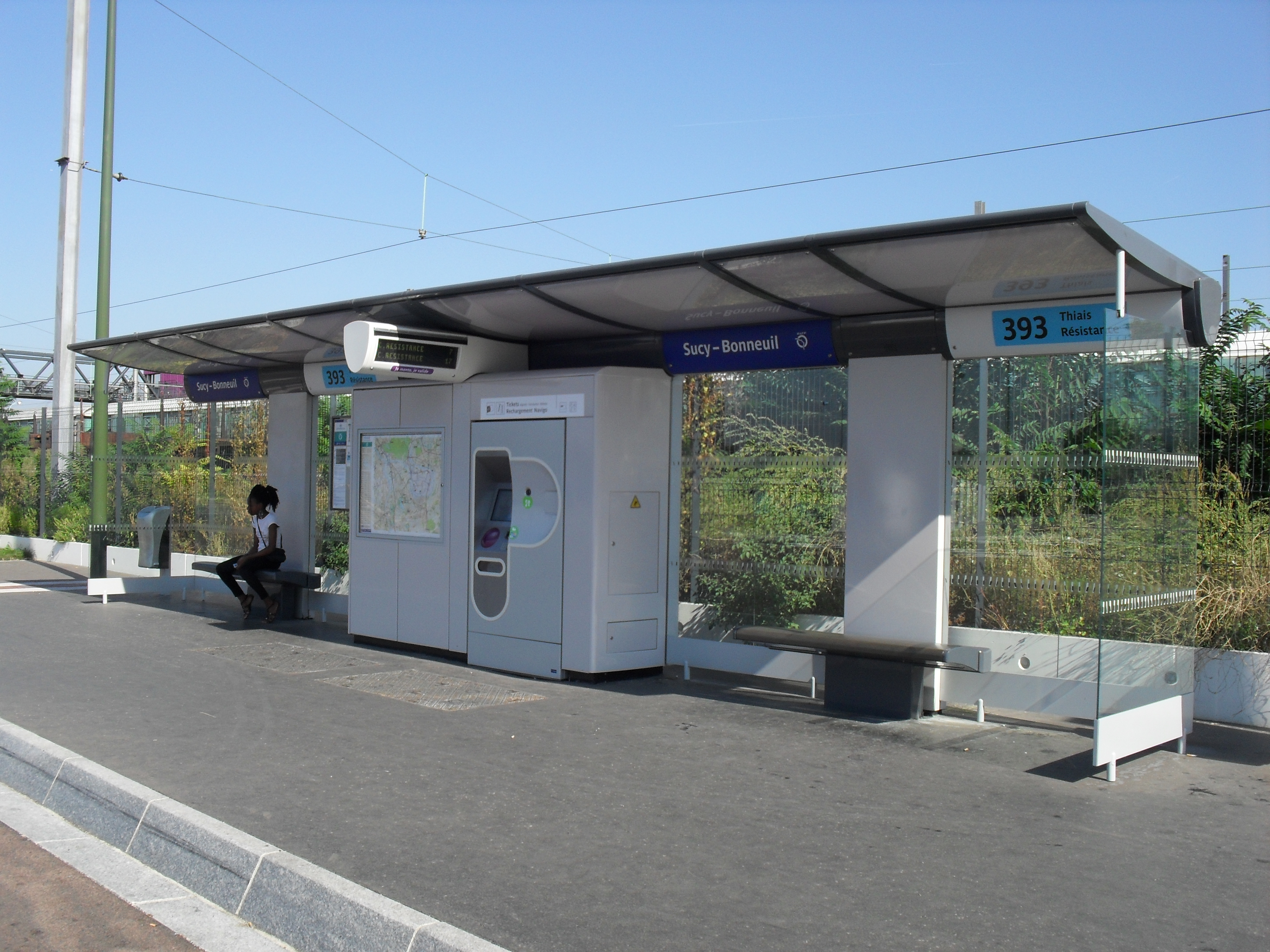
L'abri voyageurs de la station Sucy - Bonneuil, avec un distributeur automatique de titres de transport.

La ligne TCSP 393 relie en Île-de-France, depuis le 10 septembre 2011, la station Thiais - Carrefour de la Résistance à la gare de Sucy - Bonneuil en traversant Thiais, Choisy-le-Roi, Créteil, Valenton, Bonneuil-sur-Marne, Sucy-en-Brie, en desservant vingt stations dont la moitié en commun avec le Tvm et l'autre sur l'infrastructure nouvelle, pour une longueur totale de 11,65 km (5,15 km partagés avec le Tvm et 6,5 km nouvellement construits). Grâce à son tracé, la nouvelle ligne 393 offre de nouvelles correspondances avec le réseau de transport du sud-est francilien : le Tvm de Pompadour à Thiais - Carrefour de la Résistance, le RER A à Sucy – Bonneuil RER, le RER C à Choisy-le-Roi RER, RER D à Pompadour ainsi qu'avec la ligne 8 du métro à Pointe du Lac, et depuis 2021 avec le tramway T9 à Rouget de Lisle.

#### Itinéraire
La ligne part du carrefour de la Résistance situé à Thiais, située à proximité du centre bus de Thiais, de l'échangeur avec l'autoroute A 86 et au niveau de l'entrée du Thiais Village, en correspondance avec le Tvm. Les bus suivent ensuite sans discontinuer la RN 186, permettant aux bus de traverser le carrefour Rouget de Lisle (correspondance avec le T9), passer au-dessus des voies de la ligne C (desserte de la gare de Choisy-le-Roi) et de la Seine, ainsi que celles de la ligne D, avant d'emprunter un viaduc permettant de franchir le carrefour Pompadour.
Ensuite, dès la descente du viaduc, les bus 393 quittent le site propre du Tvm pour s'engager sur celui réalisé dans le cadre du projet TCSP Pompadour-Sucy. La ligne oblique ainsi vers le sud afin de longer la nationale 406, passe sous la route de Pompadour où les bus desservent la zone commerciale de Pompadour, à travers la station Basse Quinte. Les voies en site propre continuent de longer la nationale 406, passent à proximité du centre de bus de Créteil, et arrivent au cœur de la future zone d'activités commerciales du Val Pompadour à Valenton, où une nouvelle station a été réalisée. Les bus vont ensuite vers l'est en longeant les voies de l'interconnexion TGV, et enjambent la nationale 406, en longeant la rue Vasco de Gama puis Dominique Duchauvelle. Ils desservent ensuite le récent quartier cristolien de la Pointe du Lac, la Faculté des Sports (STAPS), avant d'enjamber les voies de la ligne 8 du métro et de desservir la nouvelle station terminus de la ligne de métro : Pointe du Lac.
Puis, les bus de la ligne longent ensuite, toujours en site propre, la route puis le chemin de la Pompadour, desservent le parc technologique Europarc, traversent le carrefour de l'École Normale, point de rencontre entre les départementales 30 et 60. La ligne remonte vers le nord en empruntant la départementale 30, traverse ensuite le carrefour du Général-de-Gaulle, où les bus croisent la nationale 19. La ligne passe alors à proximité du centre commercial Achaland et continue d'emprunter la départementale 60. Les bus desservent au passage la zone industrielle du Petit Marais, ainsi que les zones d'activités commerciales des Petits Carreaux et des Portes de Sucy. Enfin, les bus obliquent ensuite vers le sud, afin de longer les voies SNCF et RATP et d'arriver à la gare routière du nouveau terminus Sucy – Bonneuil RER.

#### Site propre

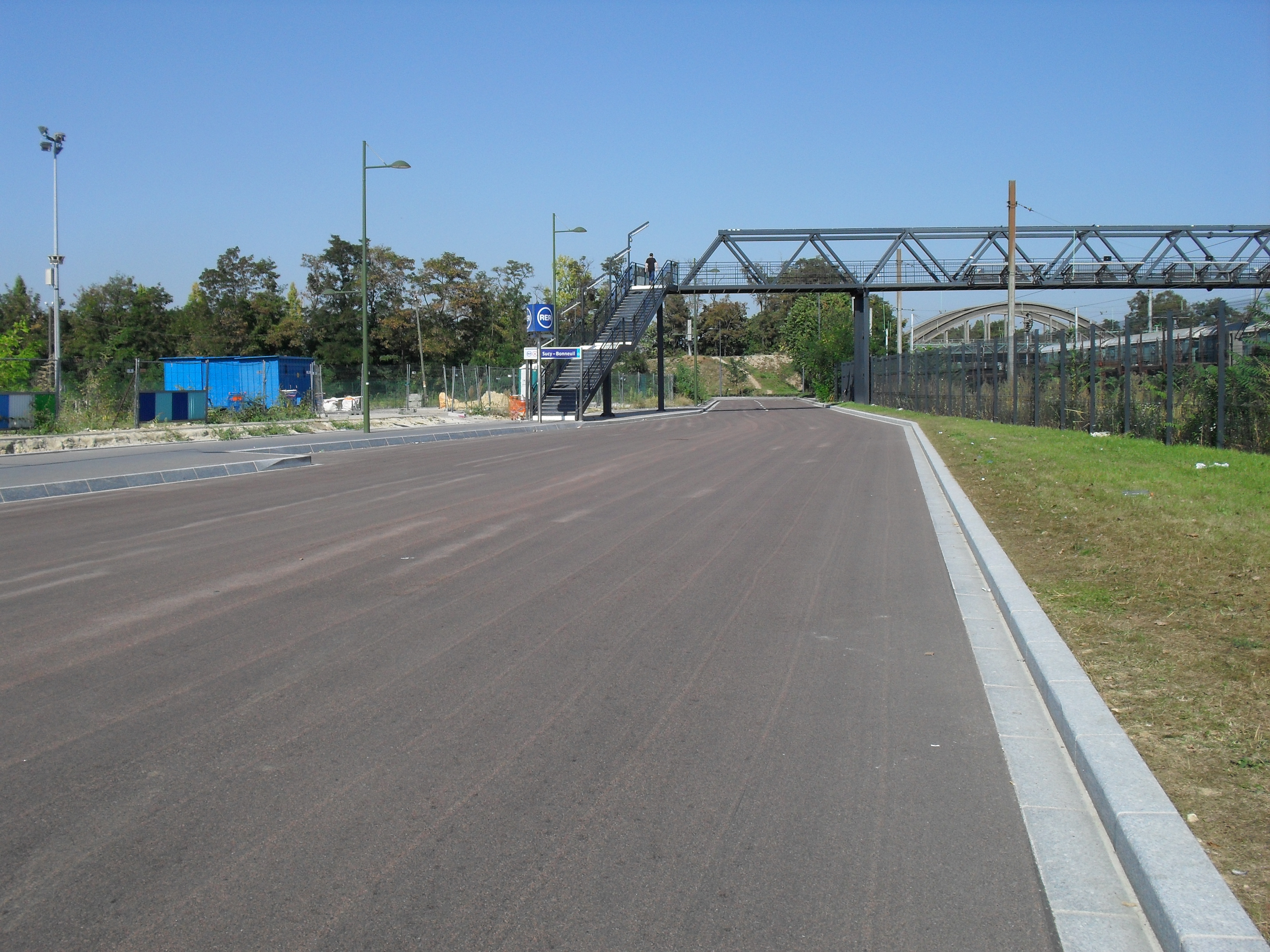
Le site propre du 393 depuis la station Sucy - Bonneuil.

La ligne TCSP 393 circule intégralement sur des voies de bus dédiées (site propre) au revêtement rouge, afin de le rendre facilement repérable. Il s’inscrit le long ou au milieu des rues et des boulevards. Il franchit les carrefours et les ronds-points par des traversées directes, et des bordures de séparation l’isolent de la circulation automobile et piétonne.
Le site propre présente l'avantage principal de permettre une hausse de la vitesse commerciale des bus garantissant un gain de temps puisque leur circulation n'est pas ralentie par le trafic des autres véhicules. Quand les voitures sont immobilisées ou fortement ralenties par un embouteillage sur la voirie normale, le bus continue de circuler, ce qui le rend très attractif.
L'existence d'un site propre permet ainsi d'augmenter significativement les fréquences de passage pour se rapprocher au mieux du tramway (fréquences, qualité de service…), à un coût inférieur à ce mode. Comme les coûts de construction d'un tramway sont assez élevés, la présence d'un site propre constitue, avec la circulation de bus confortables et accessibles aux personnes à mobilité réduite (PMR), un moyen efficace de créer un transport de qualité permettant d'attendre la création éventuelle d'une véritable ligne de tramway. La ligne parisienne PC1 entre boulevard Victor et Porte d'Ivry, d'abord aménagée en site propre, a par exemple été transformée en ligne de tramway (ligne T3a) qui connaît un grand succès.

#### Ouvrages d'art
La réalisation du site propre a nécessité la construction de cinq ponts afin de permettre aux bus de franchir certaines routes ou voies ferrées. L'architecture des ouvrages d'art a été conçue pour s’intégrer au mieux à l’environnement urbain :
- entre la RN186 à l’est du carrefour Pompadour à Créteil et la limite sud du secteur de Basse-Quinte (deux ouvrages) : le site propre passe en oblique sous la bretelle de raccordement de l’A86 vers la RN406 par le biais d'un ouvrage long de 173 mètres, sous forme de pergola urbaine partiellement couverte ;
- au niveau de la ZAC Val-Pompadour à Valenton et en limite de Créteil (deux ouvrages) : le site propre franchit la RN406 par le biais d'un ouvrage posé en parallèle à l’ouvrage existant, pour assurer le franchissement de la voie rapide ;
- au niveau de la station Pointe du Lac : le site propre passe au-dessus des voies du métro et du chemin des Bassins, par le biais d'un ouvrage long de 120 mètres situé au croisement de la route de la Pompadour, du chemin des Bassins et de la RD1, en parallèle de la voie « lien de ville » déjà existante (avenue François-Mitterrand)[1].

### Liste des stations
|  |   |  | Station                             | Lat/Long                    | Zone | Communes           | Correspondances |
|  | - |  | ----------------------------------- | --------------------------- | ---- | ------------------ | --------------- |
|  | ■ |  | Thiais - Carrefour de la Résistance | 48° 45′ 26″ N, 2° 23′ 20″ E | 3    | Thiais             | Tvm             |
|  | • |  | Victor Basch                        | 48° 45′ 30″ N, 2° 23′ 35″ E | 3    | Thiais             | Tvm             |
|  | • |  | Georges Halgoult                    | 48° 45′ 38″ N, 2° 23′ 59″ E | 3    | Thiais             | Tvm             |
|  | • |  | René Panhard                        | 48° 45′ 48″ N, 2° 24′ 07″ E | 3    | Thiais             | Tvm             |
|  | • |  | Rouget de Lisle                     | 48° 45′ 52″ N, 2° 24′ 20″ E | 3    | Choisy-le-Roi      | Tvm             |
|  | • |  | Choisy-le-Roi RER                   | 48° 45′ 55″ N, 2° 24′ 31″ E | 3    | Choisy-le-Roi      | Tvm             |
|  | • |  | Pasteur                             | 48° 46′ 04″ N, 2° 25′ 02″ E | 3    | Choisy-le-Roi      | Tvm             |
|  | • |  | Marcellin Berthelot                 | 48° 46′ 08″ N, 2° 25′ 16″ E | 3    | Choisy-le-Roi      | Tvm             |
|  | • |  | Parc Interdépartemental des Sports  | 48° 46′ 14″ N, 2° 25′ 34″ E | 3    | Choisy-le-Roi      | Tvm             |
|  | • |  | Pompadour                           | 48° 46′ 23″ N, 2° 26′ 06″ E | 3    | Créteil            | Tvm             |
|  | • |  | Basse Quinte                        | 48° 46′ 32″ N, 2° 26′ 36″ E | 3    | Créteil            |                 |
|  | • |  | Val Pompadour                       | 48° 46′ 09″ N, 2° 26′ 52″ E | 3    | Valenton           |                 |
|  | • |  | Faculté des Sports                  | 48° 46′ 06″ N, 2° 27′ 25″ E | 3    | Créteil            |                 |
|  | • |  | Pointe du Lac                       | 48° 46′ 07″ N, 2° 27′ 49″ E | 3    | Créteil            | (M) · (8)       |
|  | • |  | Europarc                            | 48° 46′ 01″ N, 2° 28′ 15″ E | 3    | Créteil            |                 |
|  | • |  | Stade de Bonneuil                   | 48° 45′ 56″ N, 2° 28′ 52″ E | 3    | Bonneuil-sur-Marne |                 |
|  | • |  | Messidor - Libertés                 | 48° 46′ 05″ N, 2° 29′ 14″ E | 3    | Bonneuil-sur-Marne |                 |
|  | • |  | Rhin et Danube                      | 48° 46′ 19″ N, 2° 29′ 26″ E | 3    | Bonneuil-sur-Marne |                 |
|  | • |  | Petits Carreaux                     | 48° 46′ 23″ N, 2° 29′ 46″ E | 3    | Sucy-en-Brie       |                 |
|  | ■ |  | Sucy - Bonneuil RER                 | 48° 46′ 19″ N, 2° 30′ 25″ E | 4    | Sucy-en-Brie       | (RER) · (A)     |

(Les stations en gras servent de départ ou de terminus à certaines missions)

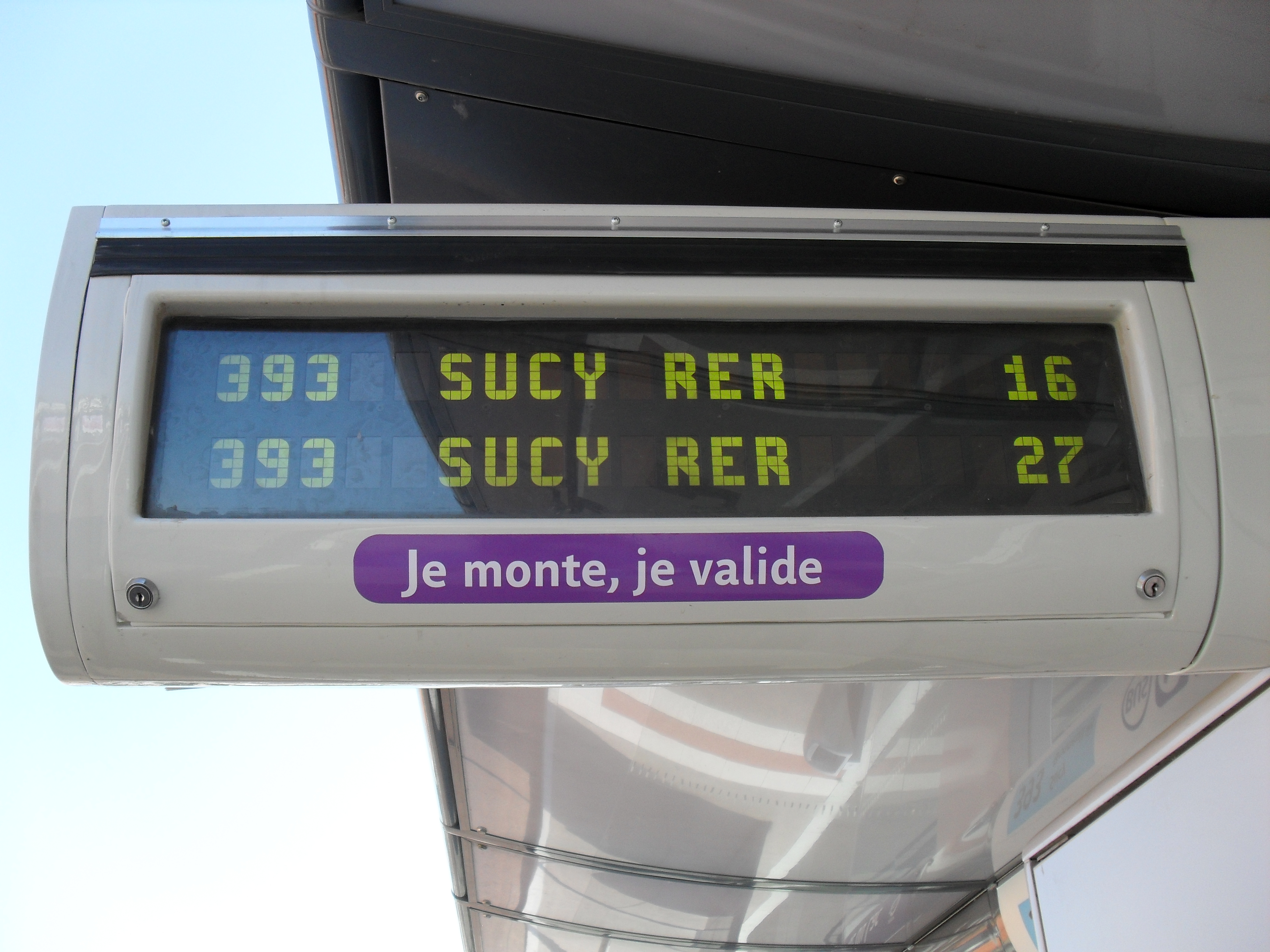
.

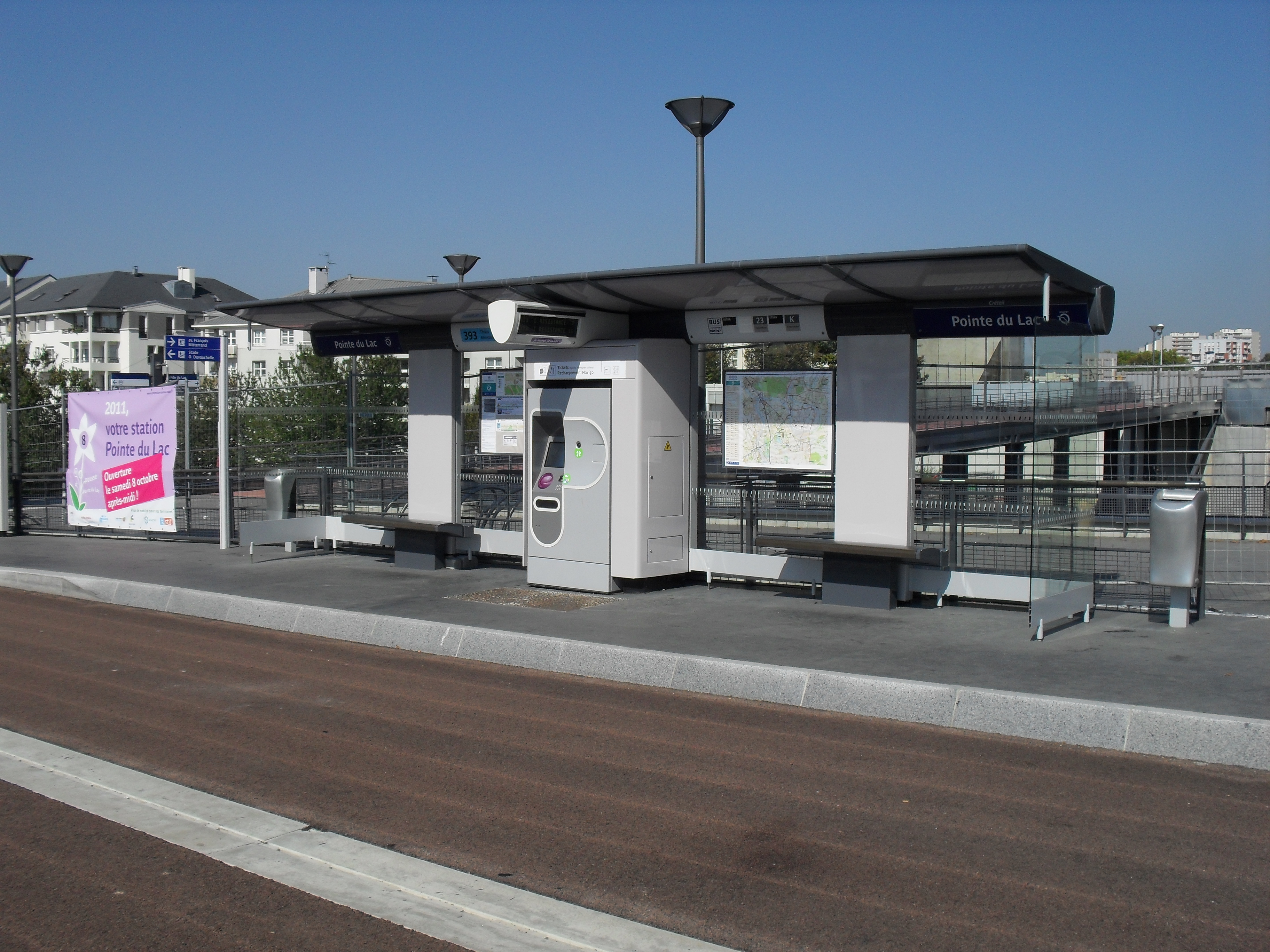
Abri voyageurs.

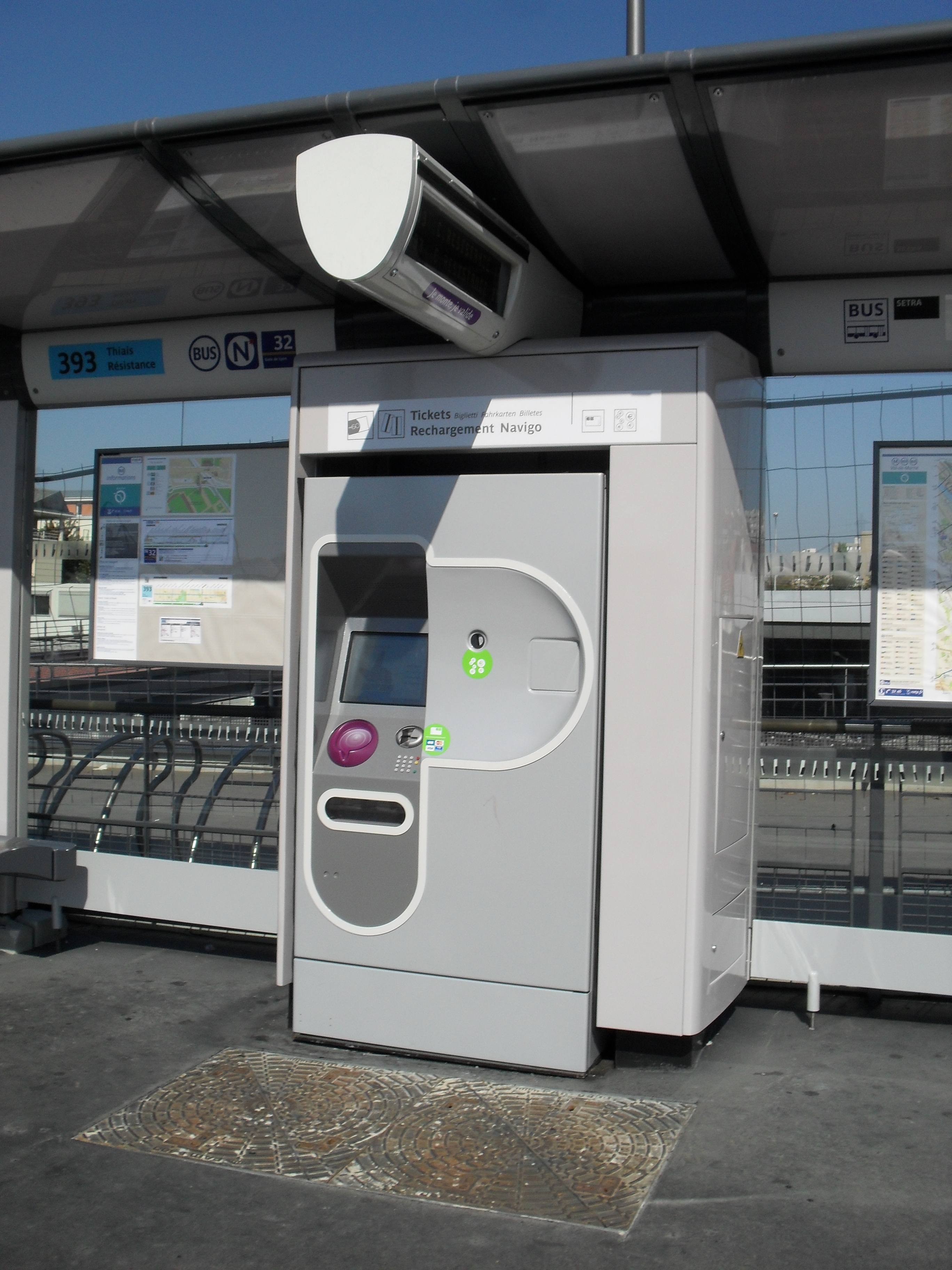
Kiosque.

Toutes les stations sont équipées de bornes du système d'information en ligne (SIEL), afin de permettre l'affichage en temps réel de l’attente des deux prochains bus. Des distributeurs automatiques de titres de transport (au détail, en carnet, en coupon hebdomadaire et mensuel) sont installés sur les quais des stations, ce qui entraîne un gain de temps pour les voyageurs. Elles sont toutes accessibles aux personnes à mobilité réduite (PMR), y compris aux utilisateurs de fauteuil roulant.
Du fait de son statut particulier (de bus en site propre), ce sont les modèles d'abris voyageurs déjà installés dans les stations du prolongement à Paris du T2 qui ont été retenus pour l'aménagement des dix nouvelles stations, afin de s'approcher du tramway sans en être un pour autant.

Plan de la ligne.

## Exploitation

### Présentation

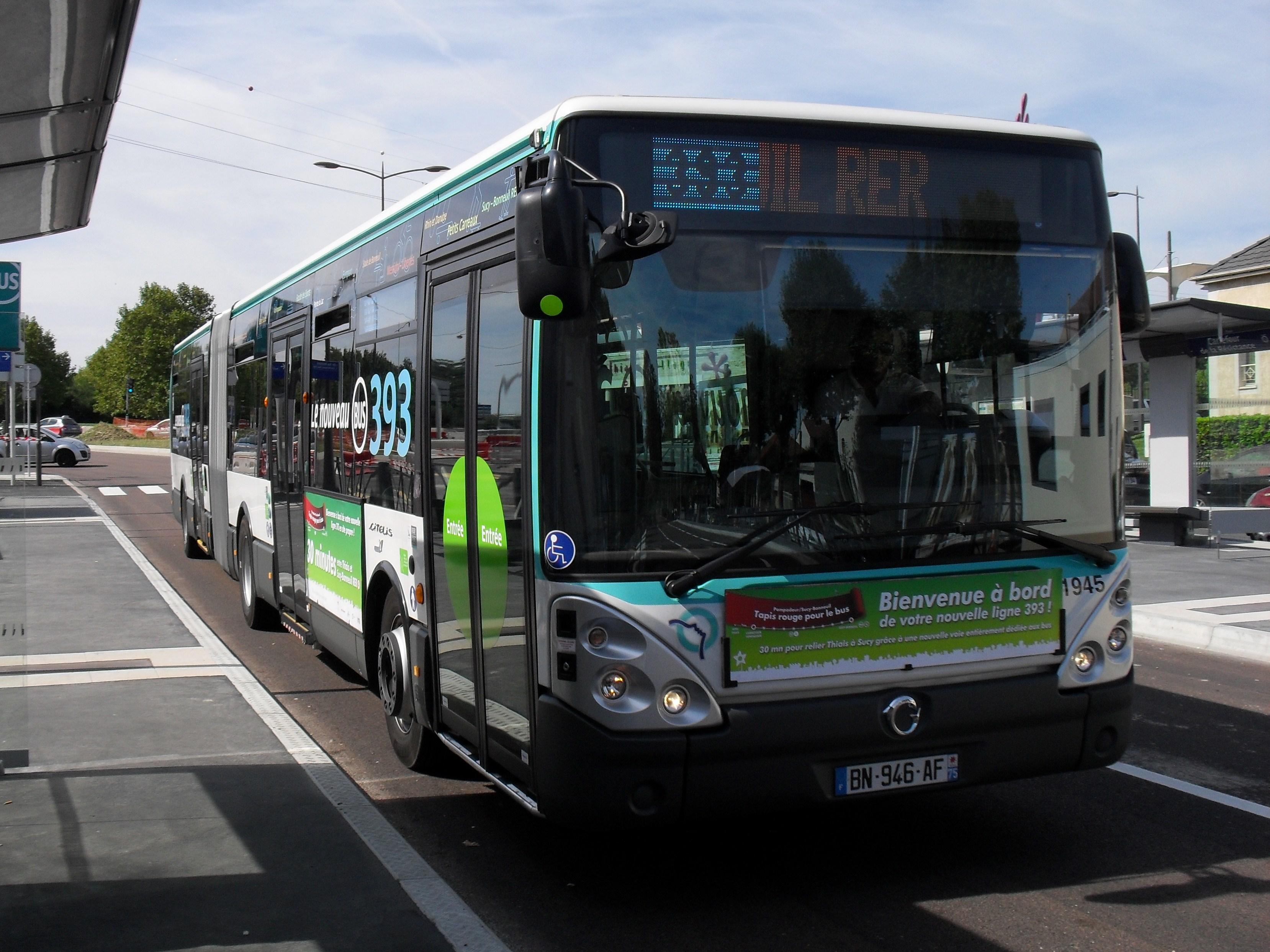
Le Citelis 18 no 1945 à Thiais - Carrefour de la Résistance.

La ligne TCSP 393 est exploitée par la RATP. En dehors des parcours partiels au tout début ou à l'extrême fin du service, elle fonctionne entre 4 h 45 (6 h 15 les dimanches et jours de fête) et 1 h 25 (2 h 20 les vendredis, samedis et veilles de fête), tous les jours sur la totalité du parcours.
La création du TCSP s’inscrit dans un projet global d’amélioration de l’offre de transports en commun dans l’ensemble du secteur. Elle a donc pour objectifs de mieux répondre aux attentes de la population habitant ou travaillant dans ces communes en favorisant l’utilisation des transports en commun, de développer une liaison efficace de banlieue à banlieue, de permettre un maillage en reliant entre autres le RER D et le Tvm, par le biais de la gare Pompadour, au RER A (gare de Sucy-Bonneuil), au RER C (gare de Choisy-le-Roi), à la ligne 8 du métro prolongée (station Pointe du Lac) et aux lignes de bus du secteur. Elle permet ainsi d'améliorer la desserte des villes du secteur, afin d’en favoriser le développement urbain et économique et de proposer une réelle alternative à l’usage du véhicule individuel en améliorant la qualité de service offerte aux voyageurs en termes de rapidité, fréquence, régularité, sécurité et d'information dynamique,.
Ainsi, avec son parcours transversal, la ligne améliore l’accès à de nombreux pôles de vie et d’activités jusque-là mal desservis par les transports. En tout, plus de 50 000 habitants et 25 000 emplois se trouvent aujourd’hui situés à moins de 600 mètres d’une station.

### Temps de parcours et fréquences

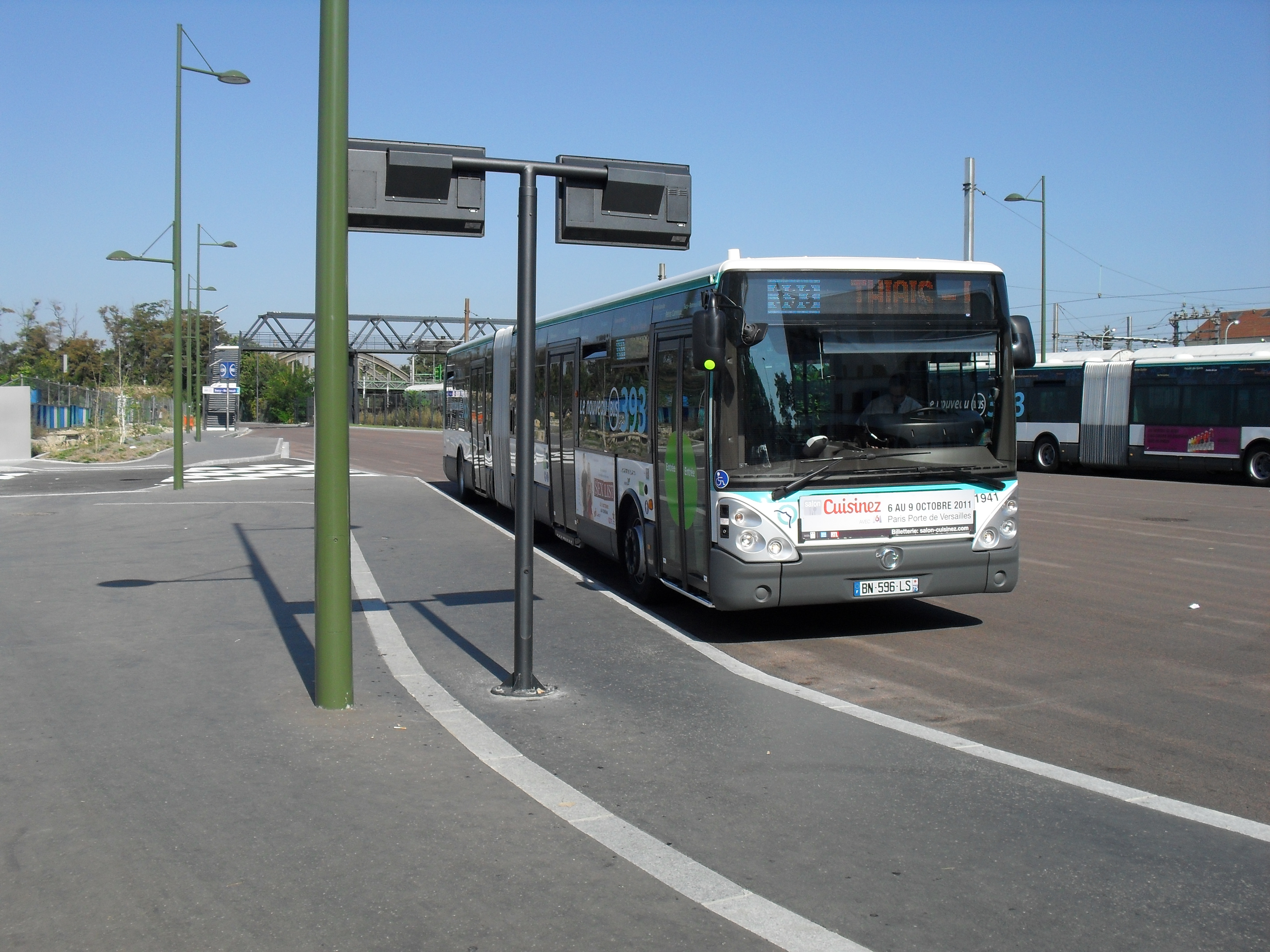
Le Citelis 18 no 1941 à Sucy - Bonneuil.

Les bus relient Thiais - Carrefour de la Résistance à la gare de Sucy - Bonneuil en une trentaine de minutes grâce à une vitesse commerciale de 24 km/h permise par l'emprunt d'une voie dédiée et l'instauration de la priorité aux feux tricolores sur la totalité de la ligne. De ce fait, les temps de trajet, la fréquence et la ponctualité de la nouvelle ligne 393 seront garantis. Il y a un bus toutes les cinq minutes aux heures de pointe, toutes les dix minutes aux heures creuses et tous les quarts d'heure en soirée.
Avec la nouvelle ligne 393, le temps de trajet a été réduit à 17 minutes entre Pompadour et Sucy, contre 27 minutes jusqu'alors. À long terme, selon le niveau de fréquentation de la nouvelle ligne, celle-ci pourrait être transformée en ligne de tramway.
Toutes les nuits, entre 1 h et 5 h du matin, les bus du 393 laissent place à ceux des lignes :
- Noctilien N31, entre Carrefour de la Résistance et Rouget de Lisle.
- Noctilien N32, entre Pointe du Lac et Sucy - Bonneuil RER.
- Noctilien N71, entre Carrefour de la Résistance et Pompadour. Depuis sa création en 2006, la ligne dessert Marché international de Rungis, afin de desservir le pôle de Rungis qui vit essentiellement durant la nuit.

### Le matériel roulant

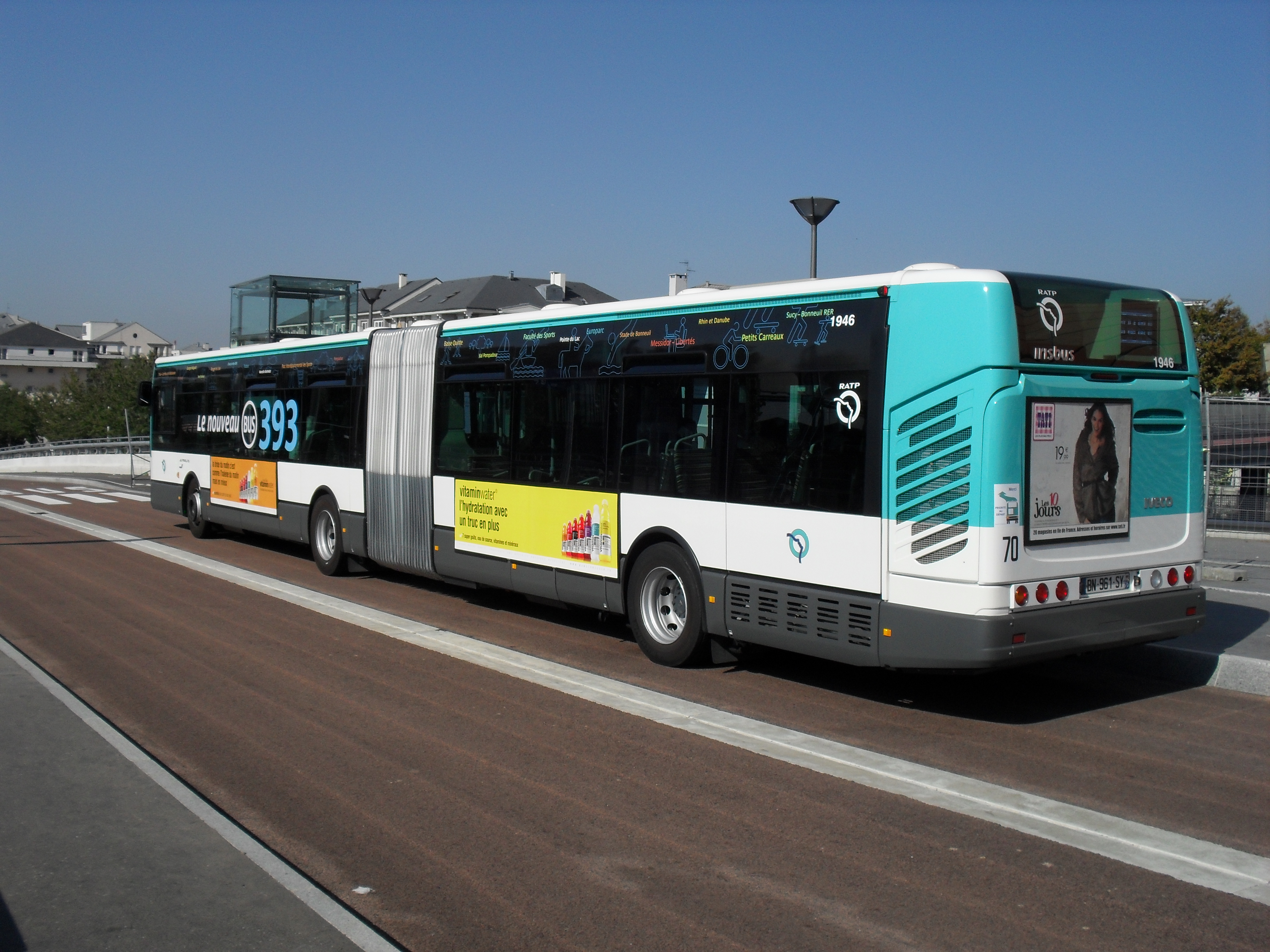
Le Citelis 18 no 1945 à la station Pointe du Lac.

La RATP songeait initialement à exploiter la nouvelle ligne à l'aide de Crealis 18, version BHNS du Citelis 18. De ce fait, elle avait, depuis décembre 2009, lancé son expérimentation sur le Tvm : un Crealis était en exploitation sur la ligne. Finalement, ce fut à cause de son coût trop élevé que la Régie décida d'y renoncer, au profit d'une version de bus articulés plus classiques, les Irisbus Citelis 18.
La nouvelle ligne 393 est équipée de dix-neuf bus, livrés neufs, articulés, avec soufflets transparents, d’une capacité de 100 voyageurs chacun, de type Citelis 18. Les bus sont équipés de larges baies vitrées, d'espaces intérieurs mieux conçus, disposent de couleurs harmonieuses afin d'améliorer le confort à bord, la relation entre harmonie chromatique et confort restant à démontrer. Ils sont dotés d'un plancher bas ainsi que d'une palette escamotable afin d'être accessibles aux personnes en fauteuil roulant.

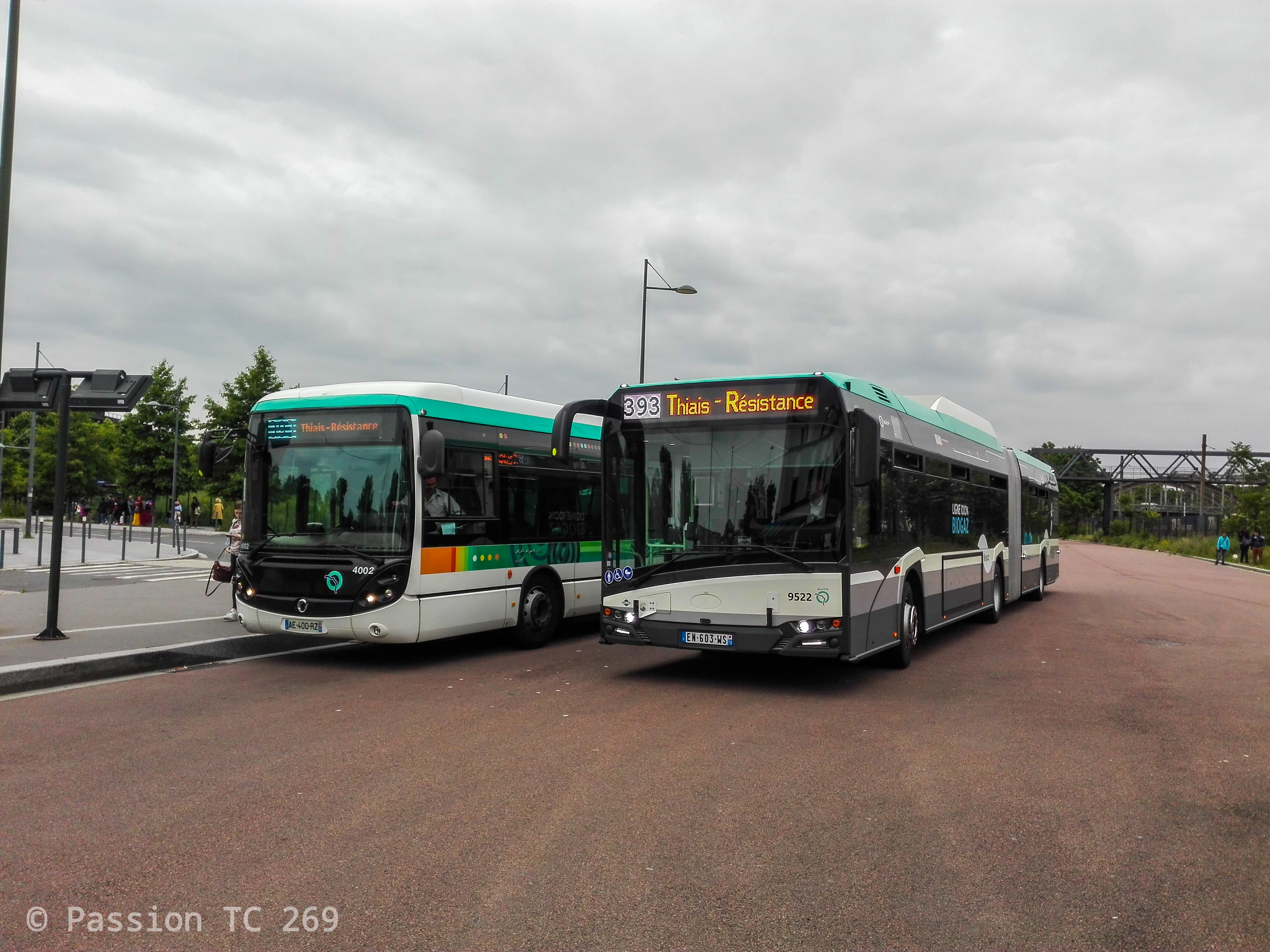
Le Crealis 18 no 4002 et son successeur Urbino 18 GNC no 9522 à la station Sucy - Bonneuil.

Avec un passage toutes les cinq minutes aux heures de pointe, les bus permettent aux voyageurs de mieux se répartir entre chaque passage de bus. Les bus sont équipés de la vidéo-surveillance [réf. souhaitée] et d'un dispositif d’alerte en cas d’incident. Ils sont aussi dotés du système d'information SIEL embarqué : bornes d'information sonore et visuelle annonçant les prochaines stations et les temps de parcours.
La ligne est gérée par le centre bus de Créteil, qui est également le lieu de remisage des autobus de la ligne. Depuis le mois d'avril 2012, le Créalis 18 no 4001, précédemment en expérimentation sur la ligne 91, est affecté à la ligne 393.
Cependant, sa mise en service effective sur la ligne n'est intervenue que le 16 octobre 2012. Le Créalis 18 no 4002, précédemment en expérimentation sur la ligne Tvm, a rejoint la ligne en avril 2014. Les deux Crealis sont partis ensuite sur la ligne 187.
Entre le 1er juin 2018 et le 14 février 2020, la ligne a reçu des Solaris Urbino 18 GNC. De ce fait, les Citelis 18 ont tous été redéployés sur les lignes 105, 150, 187 et 272.
Depuis septembre 2021, un bus à conduite entièrement autonome CRRC C12AI (pour des raisons réglementaires, un conducteur est présent en cas de nécessité) est en test sur la ligne, il s'effectue avec des voyageurs depuis septembre 2023,.

### La priorité des bus aux carrefours à feux

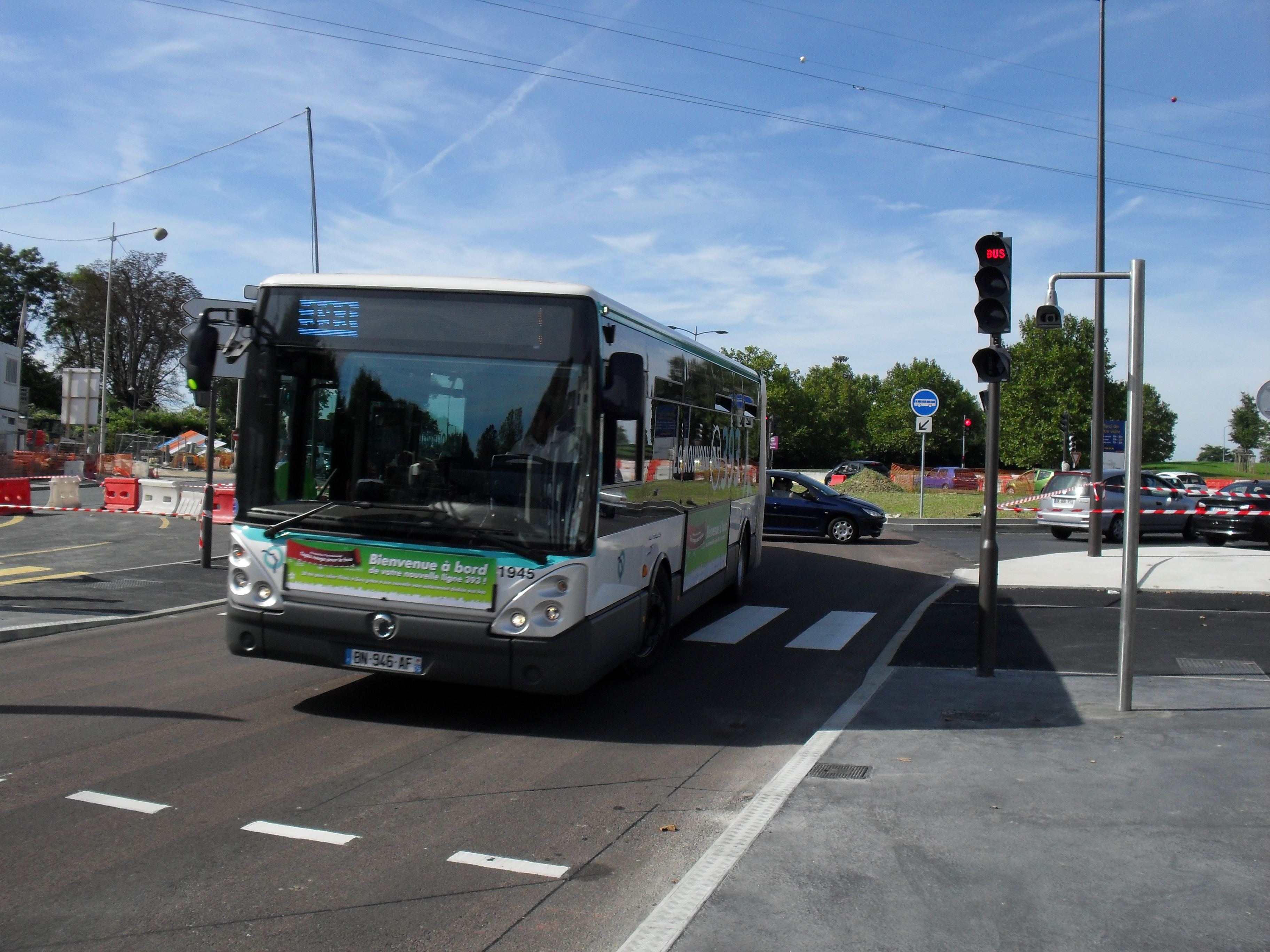
Feu tricolore équipé pour donner la priorité aux bus, situé à droite du Citelis 18, à Thiais - Carrefour de la Résistance.

Un système de priorité pour les bus aux carrefours à feux a été installé sur la totalité de la ligne. En effet, à l’approche des carrefours, l’arrivée du bus déclenche automatiquement les feux de signalisation, afin de lui permettre de franchir en toute sécurité les carrefours sans temps d'arrêt.
Le système de priorité pour les bus est un ensemble coordonné d’actions tendant à favoriser les véhicules de transport en commun par rapport aux véhicules particuliers dans le franchissement de carrefours à feux. Il doit permettre d'améliorer la qualité de l’offre et, par conséquent, de rendre la ligne plus attractive et plus compétitive que les voitures particulières. Ainsi, les usagers de la ligne peuvent apprécier la diminution du temps de parcours, l’amélioration de la régularité des dessertes et un confort accru induit par des décélérations et des accélérations moins fréquentes.

### Tarification et financement

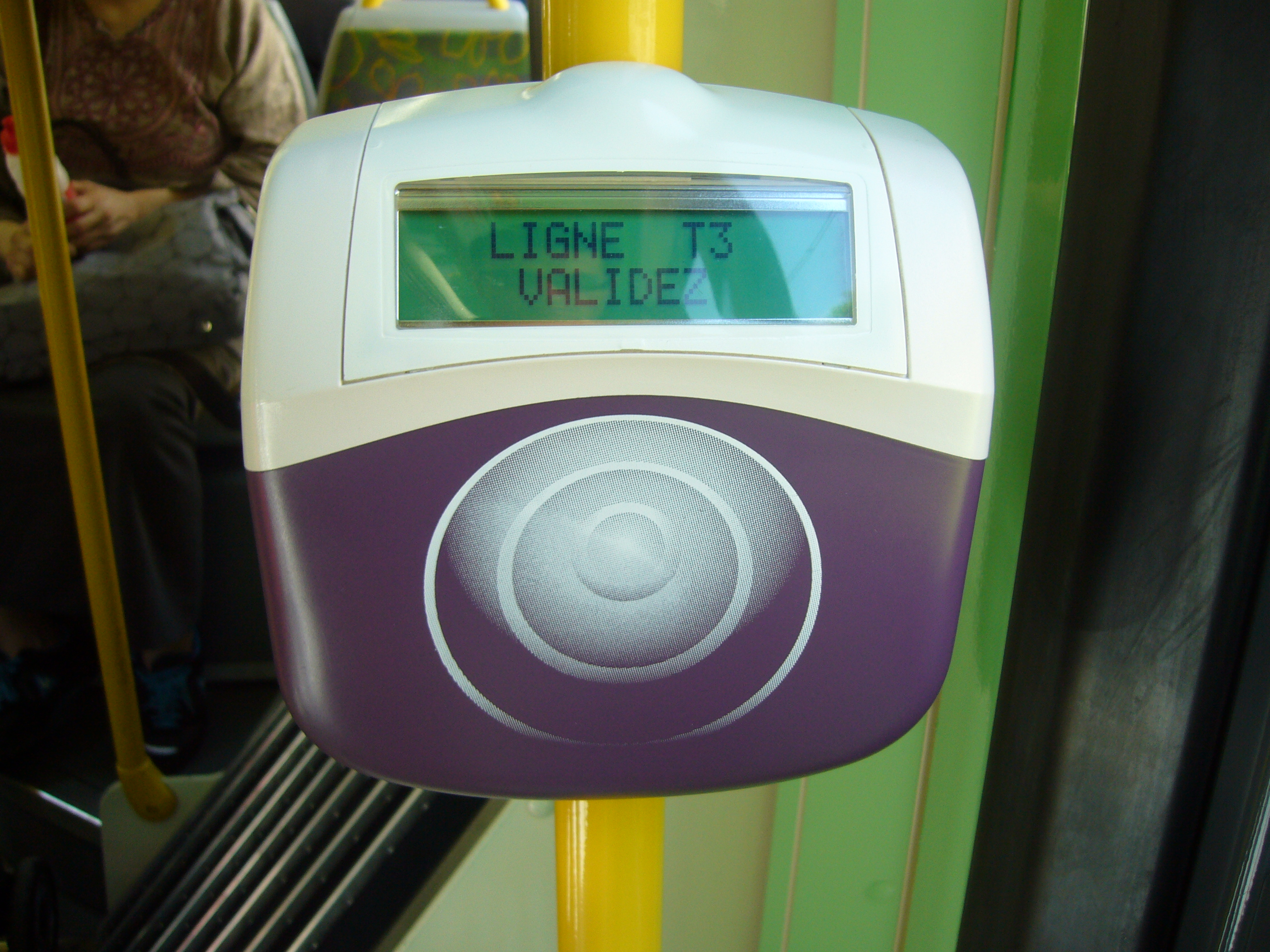
Validateur Navigo présent dans les bus et tramway

La tarification de la ligne est identique à celle de tous les réseaux de bus franciliens et accessibles avec les mêmes abonnements. Un ticket « bus-tram », qui remplace le ticket t+ au 1er janvier 2025, permet un trajet simple quelle que soit la distance, avec une ou plusieurs correspondances possibles avec les autres lignes de bus et de tramway pendant une durée maximale de 1 h 30 entre la première et dernière validation. En revanche, un ticket validé dans un bus ne permet pas d'emprunter le métro, ni le Transilien et le RER.
Les stations de la ligne sont situées en zone tarifaire 3, de Thiais - Carrefour de la Résistance à Messidor-Libertés inclus et en zone 4, de Rhin et Danube à Sucy-Bonneuil RER. De ce fait, seules les personnes munies d'un ticket « bus-tram » ou d'un abonnement incluant les zones 3 et 4 peuvent parcourir l'intégralité de la ligne.
Le financement du fonctionnement de la ligne (entretien, matériel et charges de personnel), est assuré par la RATP. Cependant, les tarifs des billets et abonnements dont le montant est limité par décision politique ne couvrent pas les frais réels de transport. Le manque à gagner est compensé par l'autorité organisatrice, le Syndicat des transports d'Île-de-France (STIF), présidé depuis 2005 par le président du conseil régional d'Île-de-France et composé d'élus locaux. Il définit les conditions générales d'exploitation ainsi que la durée et la fréquence des services. L'équilibre financier du fonctionnement est assuré par une dotation globale annuelle aux transporteurs de la région grâce au versement mobilité payé par les entreprises et aux contributions des collectivités publiques.

### Trafic
La nouvelle ligne 393 devrait transporter 17 500 voyageurs par jour soit 5,3 millions de voyageurs par an.
En 2021, la fréquentation annuelle de la ligne est de 5 087 397 voyageurs.

## Avenir

### Prolongement à l'aéroport d'Orly et T Zen
L'axe de la ligne TCSP 393 fait partie des axes pouvant potentiellement accueillir une ligne T Zen. La ligne serait prolongée depuis son terminus occidental Thiais - Carrefour de la Résistance jusqu'à l’aéroport d'Orly, sur une distance de cinq kilomètres, à la suite du prolongement du site propre de la ligne 393 (projet TCSP Senia – Orly). Pour ce faire, il est prévu que le TCSP emprunte un des deux tracés actuellement à l'étude afin d'atteindre l'ancienne route nationale 7, le premier passant au nord de la zone d'activités Senia et le second au sud. La ligne continuera ensuite sur les infrastructures de la ligne 7 du tramway afin de rejoindre l'aéroport d'Orly. La concertation préalable pour le projet est prévue au second semestre 2013, avant l'enquête publique qui se déroulera au cours de l'année suivante.
Lors du conseil d'administration du 2 juillet 2014, le STIF approuve le dossier d'objectifs et de caractéristiques principales et les modalités de concertation pour le projet de bus en site propre « Sénia-Orly ». La concertation préalable est prévue à l'automne 2014 puis les études du schéma de principe et le dossier d’enquête publique seront réalisés en 2015, l'enquête publique étant prévue fin 2016. Le projet prévoit dix stations pour 7 km parcourant les villes Thiais, Orly, Rungis et Paray-Vieille-Poste. La ligne sera en correspondance avec la ligne 7 du tramway, puis dans le futur avec la ligne 14 du métro et la ligne 18 du métro. Les études préliminaires se déroulent finalement de 2015 à 2020. L'enquête publique est ouverte sur le mois de novembre 2022 et la mise en service du prolongement est envisagé pour 2030.

### Conduite autonome
En juin 2020, la RATP commence l'expérimentation d'un bus électrique 100 % autonome sur cette ligne entre la gare de Sucy - Bonneuil et Thiais-Carrefour de la Résistance, d'abord la nuit puis le jour avec pour objectif le transport de voyageurs à l'automne 2022. Une première annonce avait été faite en octobre 2018.
Ce bus autonome, commercialisé par le constructeur chinois CRRC et équipé par sa filiale française Clément-Bayard, est entré en service le 11 septembre 2023 et circule entre les stations Sucy - Bonneuil RER et Pointe du Lac, de 10 h à 15 h du lundi au vendredi.

## Tourisme
La nouvelle ligne 393 dessert entre autres, de l'ouest vers l'est, les lieux d'attraction suivant :
- le centre commercial Achaland à Bonneuil-sur-Marne ;
- le parc interdépartemental des sports à Choisy-le-Roi ;
- les bords de Seine à Choisy-le-Roi ;
- le centre commercial Thiais Village.

## Galerie de photographies

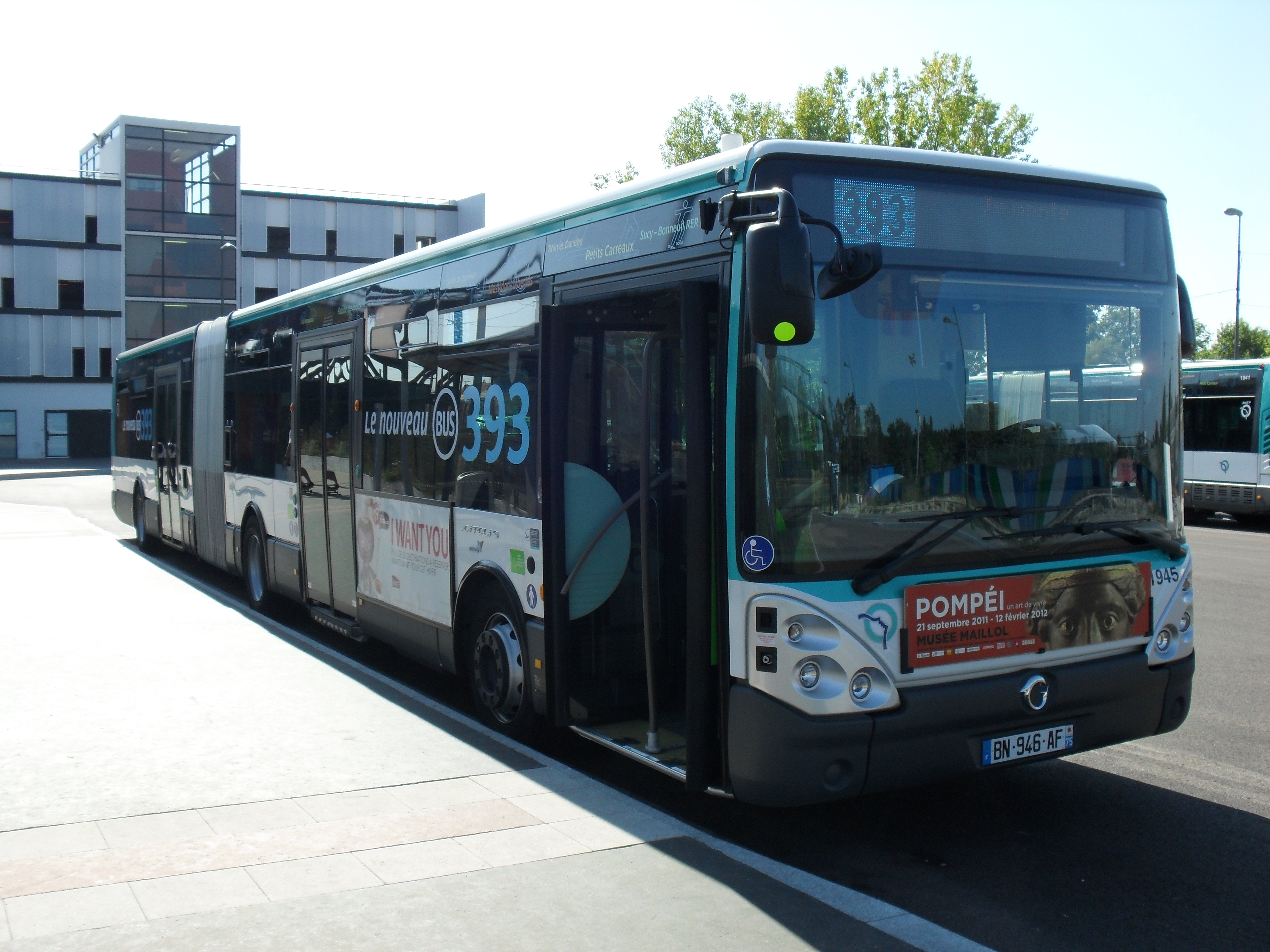
Citelis 18 no 1945 au terminus de Sucy - Bonneuil.
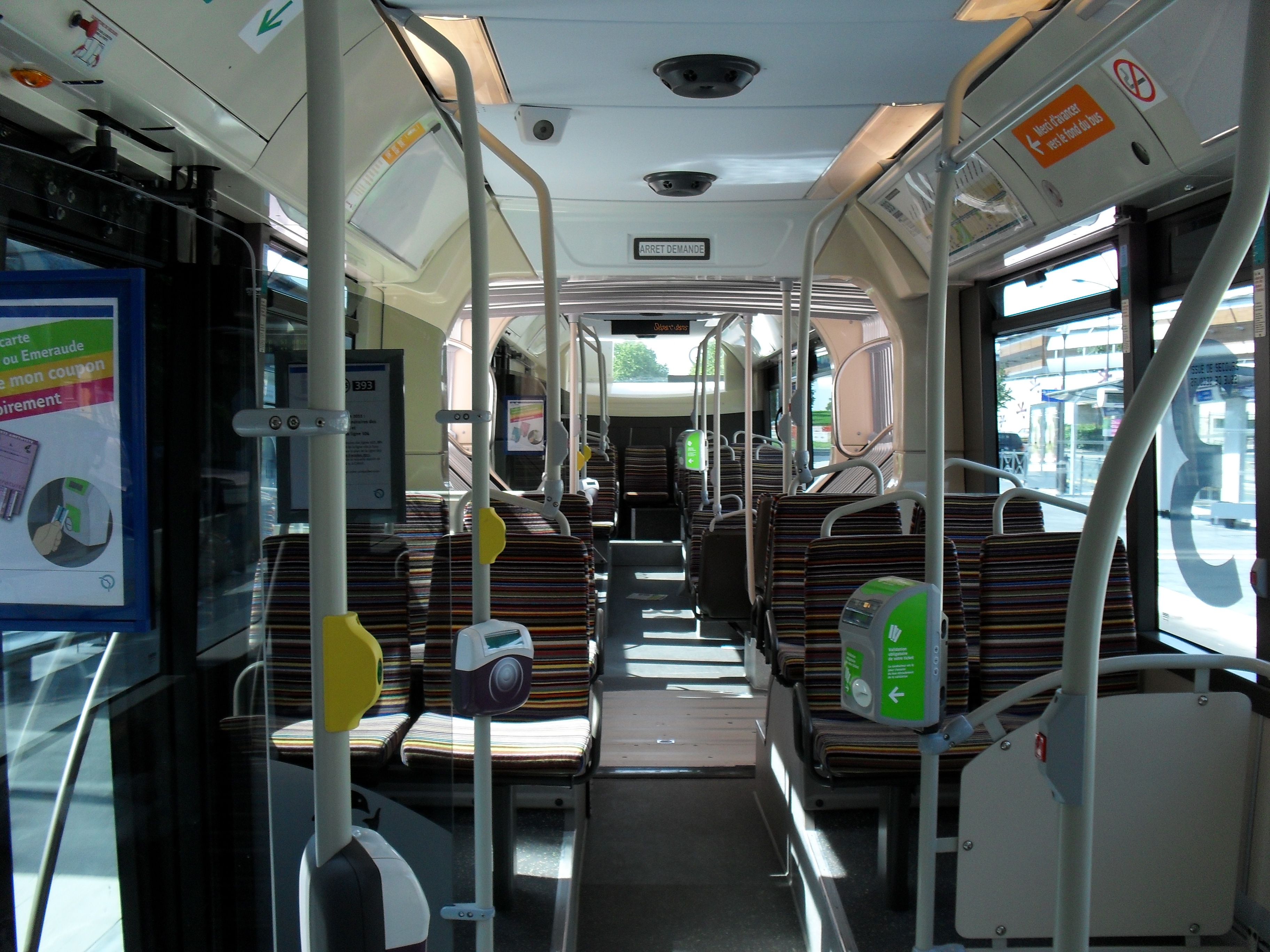
Intérieur d'un Citelis 18.
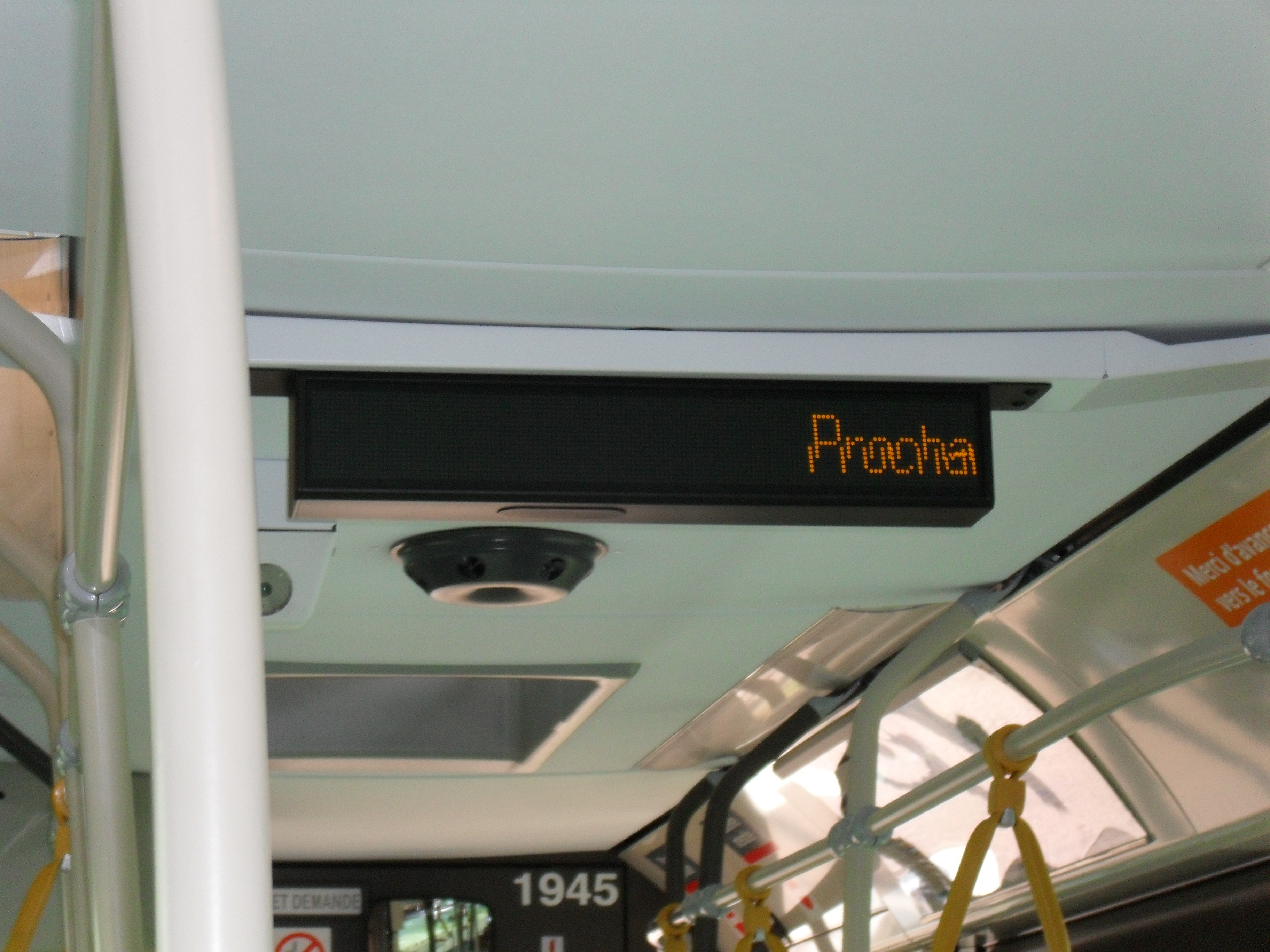
Panneau d'information voyageurs embarqué des Citelis 18.
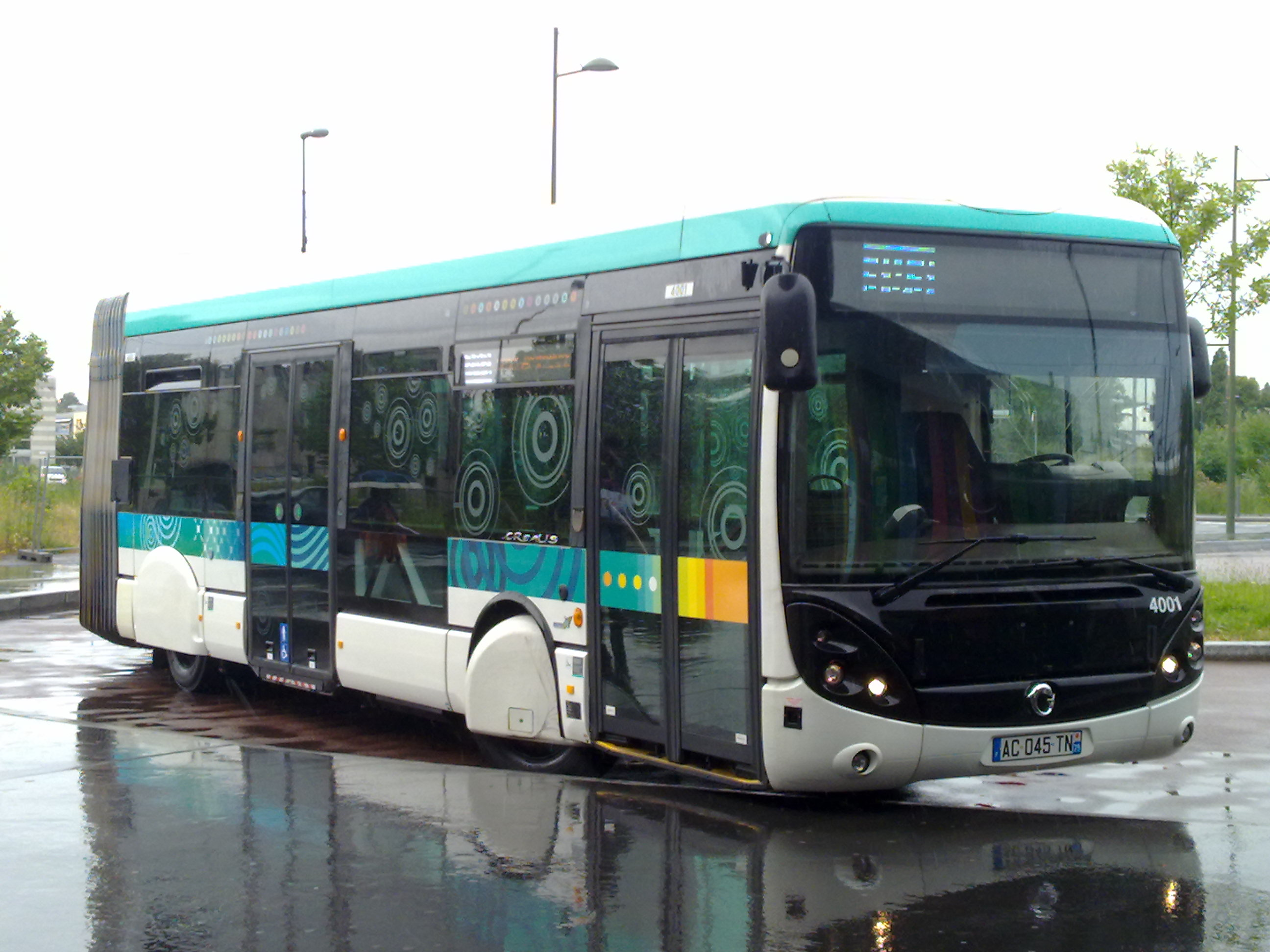
Le Crealis 18 no 4001 au terminus de Sucy - Bonneuil.
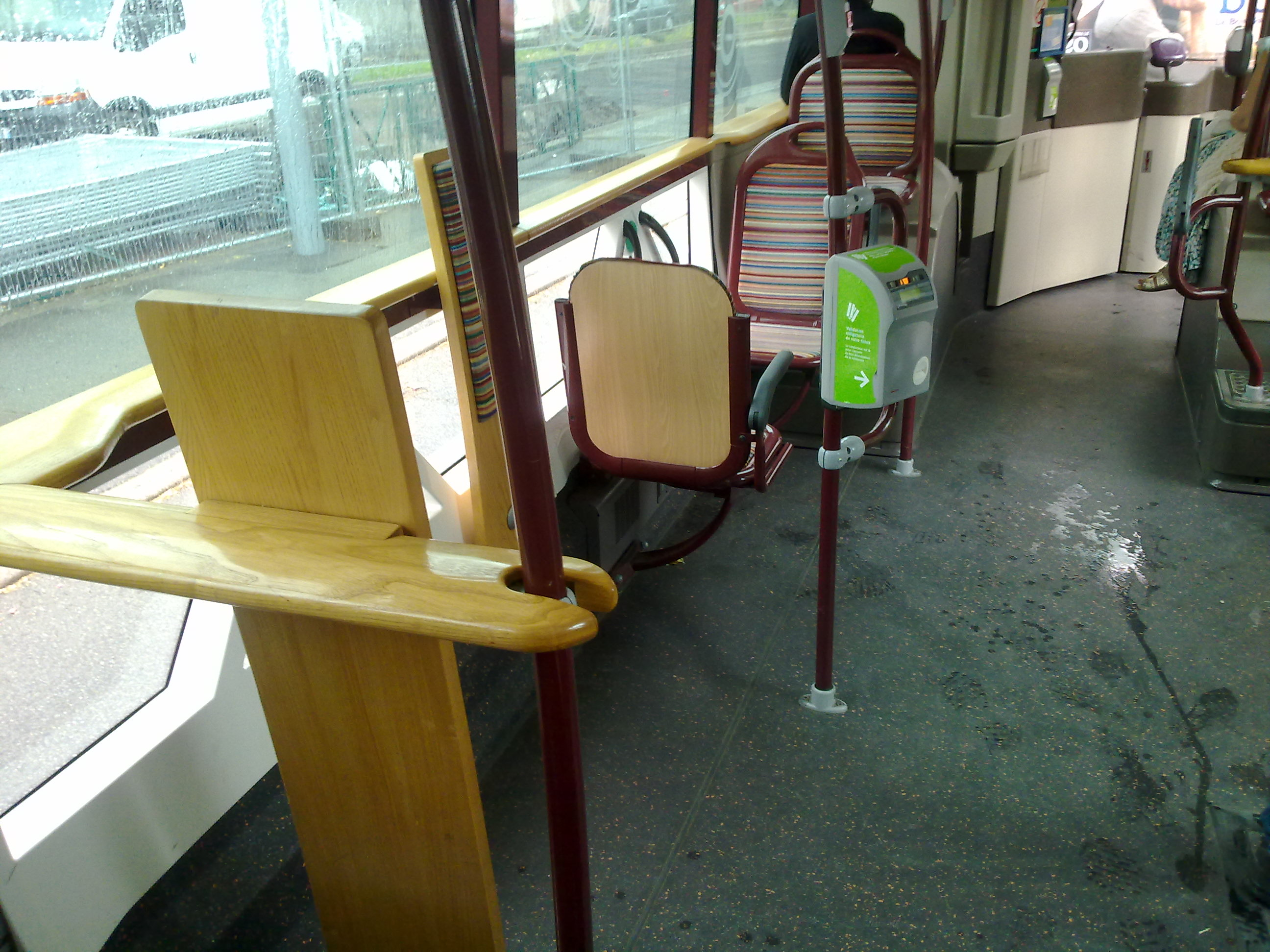
Intérieur d'un Crealis 18.
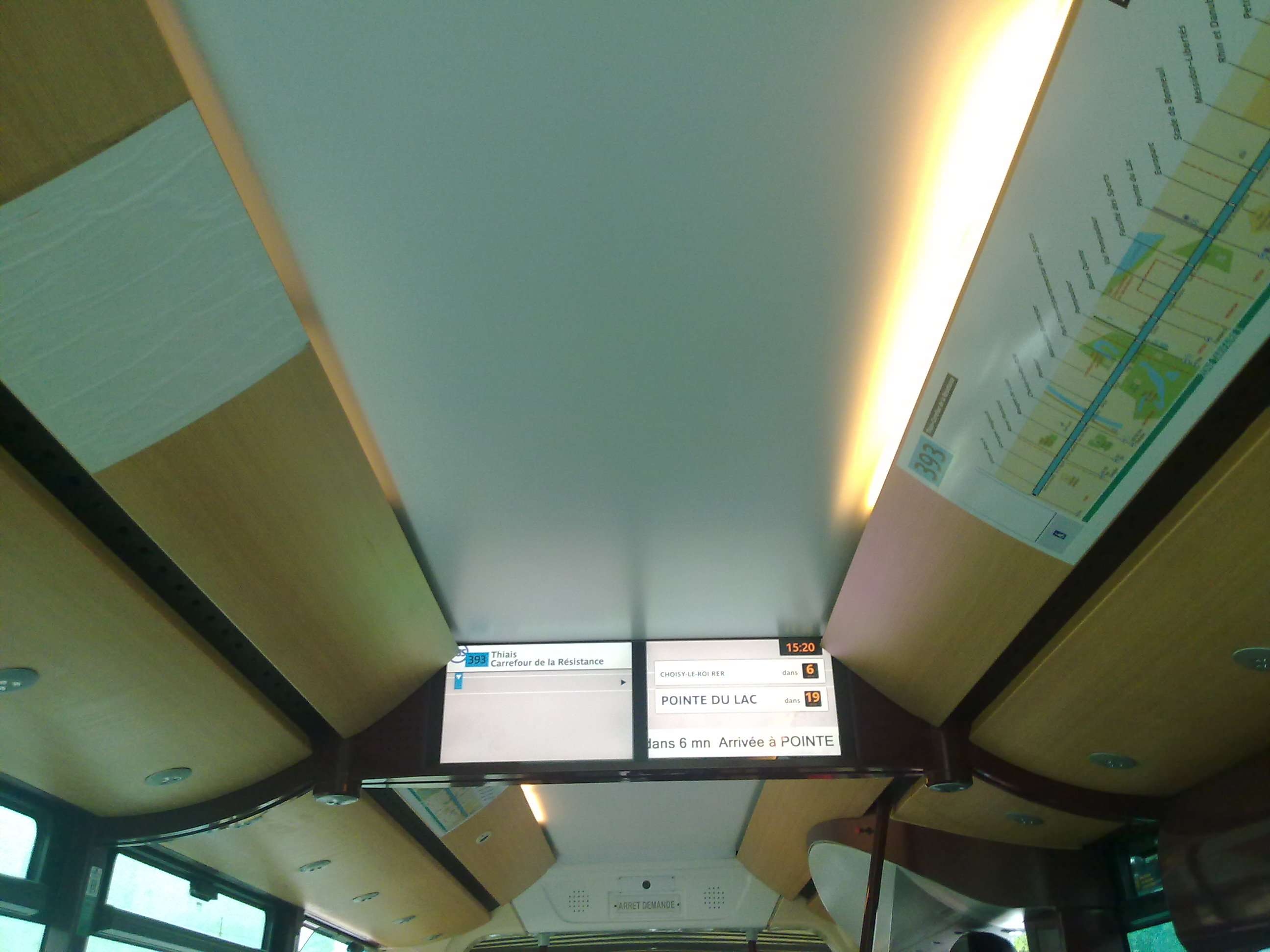
Écran d'information voyageurs embarqué des Crealis 18.
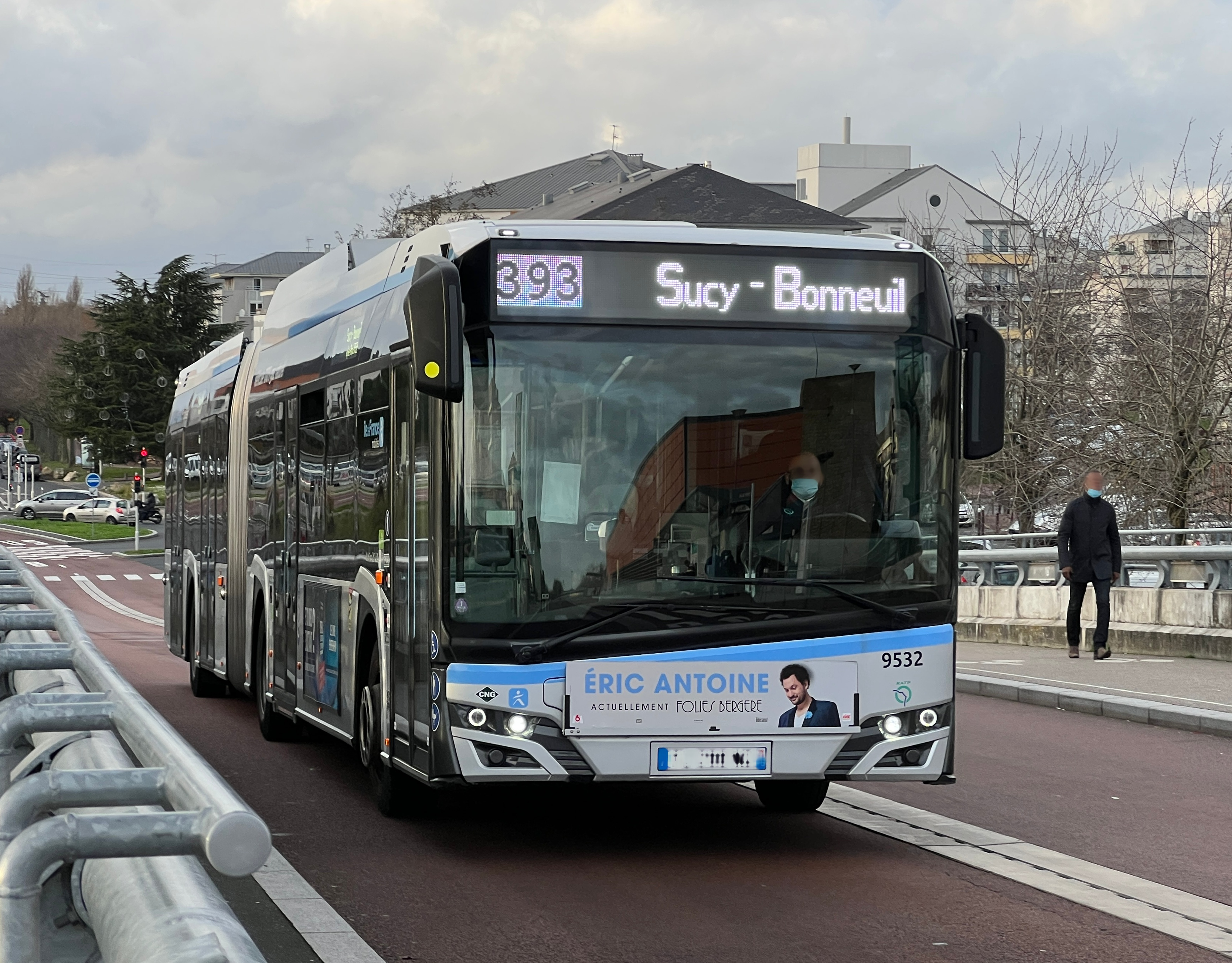
Le Urbino 18 GNC no 9532 à Pointe du Lac.
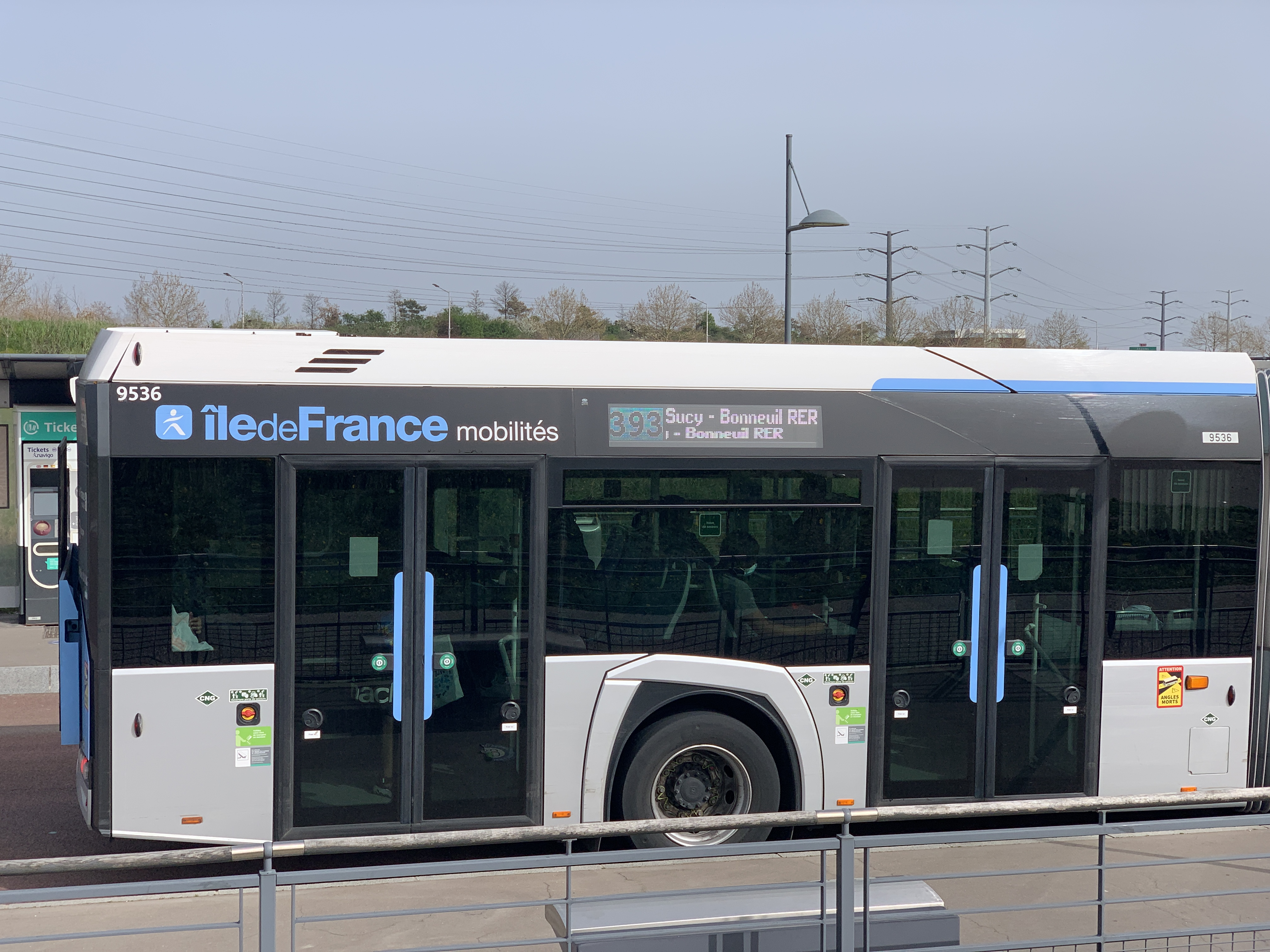
Arrière d'un Urbino 18 GNC avec son bandeau d'information voyageurs extérieur